# Museum Schnütgen

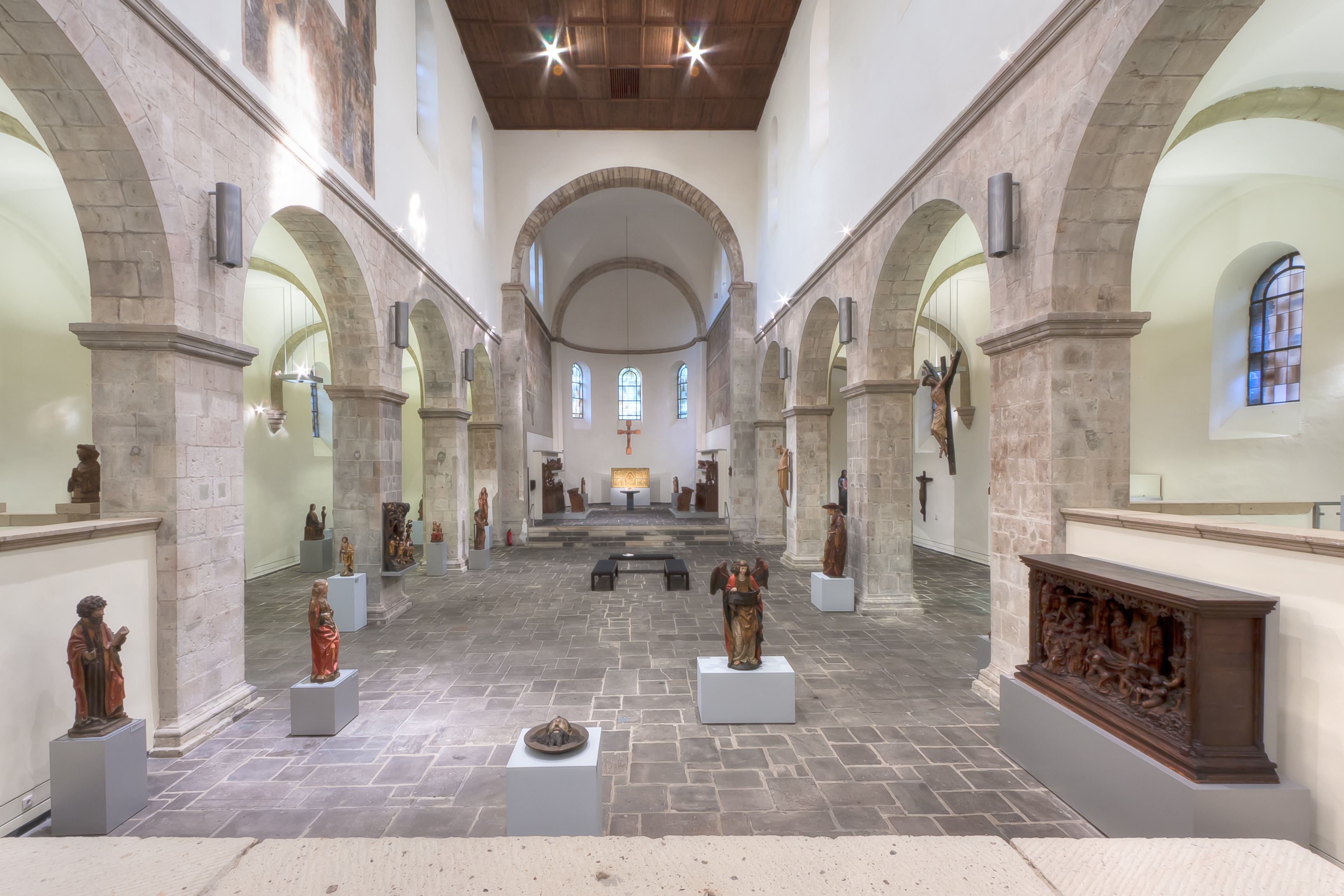
Wnętrze muzeum (fragment)

Museum Schnütgen – muzeum sztuki sakralnej w Kolonii, znajdujące się w romańskim kościele św. Cecylii. Zawiera cenne zbiory średniowiecznej rzeźby, malarstwa witrażowego oraz rzemiosła artystycznego. Obok The Cloisters w Nowym Jorku i Musée national du Moyen Âge w Paryżu, kolońskie muzeum należy do największych kolekcji sztuki średniowiecznej.

## Dzieje
Geneza muzeum wiąże się z działalnością historyczno-artystyczną księdza Alexandra Schnütgena, który był inicjatorem założenia muzeum sztuki sakralnej. Wpierw zbiory zostały umieszczone w budynku przy Hansaring wzniesionym w stylu neoromańsko-neogotyckim następnie przeniesiono do klasztoru św. Heriberta (Heribertkloster) w Deutz po drugiej stronie Renu. Po ostatniej wojnie zbiory przeniesiono do odbudowanego po zniszczeniach i zaadaptowanego dla celów muzealnych kościoła św. Cecylii. Dnia 5 maja 1956 otwarto zbiory zwiedzającym. W latach 2006–2010 miała miejsce gruntowna rozbudowa muzeum, przy północno-zachodnim narożu kościoła wzniesiono kompleks budynków, w których powstały sale ekspozycyjne oraz duże zaplecze muzeum mieszczące m.in. sale do wystaw czasowych, pomieszczenia administracyjne i sklep z pamiątkami.

### Zbiory Alexandra Schnütgena i pierwsza siedziba przy Hansaring
Początki historii muzeum ściśle wiążą się z osobą księdza Alexandra Schnütgena (1843-1918), członka kapituły katedry w Kolonii, który już jako wikary interesował się sztuką dawną i systematycznie nabywał dawne dzieła sztuki, w tym elementy wystroju wyburzanych w XIX stuleciu kościołów diecezji, głównie w Kolonii. Za swojego życia udało mu się zebrać około 6500 dzieł głównie rzeźby, malarstwa i rzemiosła artystycznego.

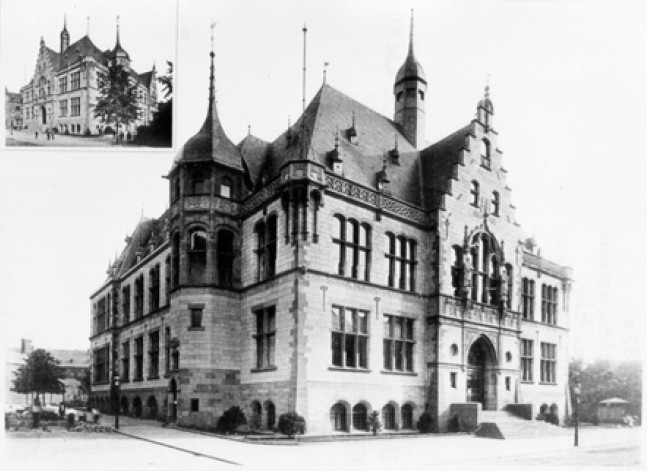
Pierwsza siedziba Muzeum Alexandra Schnütgena przy Hansaring

Dnia 14 kwietnia 1906 Alexander Schnütgen wysunął ówczesnemu burmistrzowi Kolonii Friedrichowi von Becker (lata urzędu 1886 – 1907) pisemną propozycję ofiarowania jego kolekcji, pod warunkiem wzniesienia w ciągu trzech budynku Muzeum Rzemiosła Artystycznego (Kunstgewerbemuseum) i umieszczenia tam darowanych zbiorów jako „Kolekcja Schnütgena”. 20 lutego 1907 miasto przyjęło zbiory jako darowiznę Schnütgena, natomiast rok później 4 listopada 1908 położono przy Hansaring kamień węgielny, ponad którym wzniesiono neoromańsko-neogotycki gmach zaprojektowany przez Franza Brantzky’ego. 26 października 1910 po raz pierwszy kolekcja Schnütgena została pokazana publiczności. Nazwa Museum Schnütgen po raz pierwszy pojawiła się w roku 1918, decyzją rady miejskiej uchwaloną dnia 10 stycznia. Pierwszym kustoszem zbiorów i dyrektorem został Fritz Witte, teolog, historyk sztuki oraz długoletni przyjaciel Schnütgena. W latach 1912–1926 podczas swojej dyrekcji Witte opracował szereg publikacji o rzeźbie i utensiliach liturgicznych.

### Klasztor Świętego Heriberta w Deutz

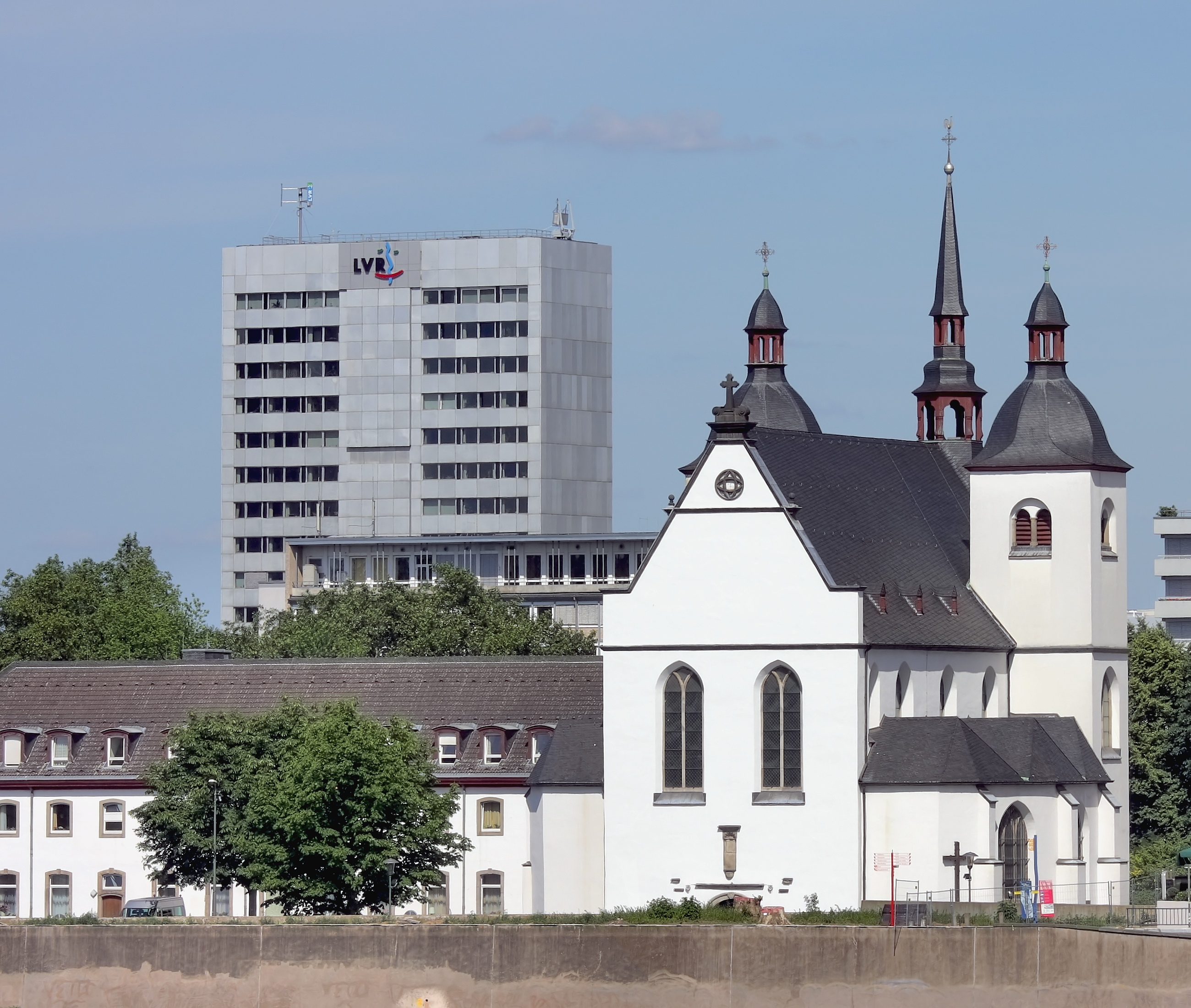
Opactwo Świętego Heriberta w Deutz, widok współczesny

Przed rokiem 1932 podjęto decyzję przeniesienia zbiorów do opactwa Świętego Heriberta w dzielnicy Deutz po prawej stronie Renu, ze względu na brak przestrzeni na tworzenie nowych ekspozycji dla nowych nabytków. Dnia 19 marca 1932 tegoż roku ponownie otworzono muzeum, które funkcjonowało do II wojny światowej, podczas której zbiory ewakuowano m.in. do klasztoru Dietramszell, rezydencji w Gaibach i Pommesfeldern, a ponadto do zamku Baldern oraz Brombachu, Kochendorfu, Nedensdorfu, Huglfing (Oberschwarzbach) oraz Rottach (Egern). Ponadto część zbiorów zdeponowano do banków, ewakuowano do piwnic dawnej siedziby muzeum, dzięki czemu zbiory uniknęły zniszczeń, które dotknęły Kolonię w tym klasztor Świętego Heriberta.

### Kościół Świętej Cecylii

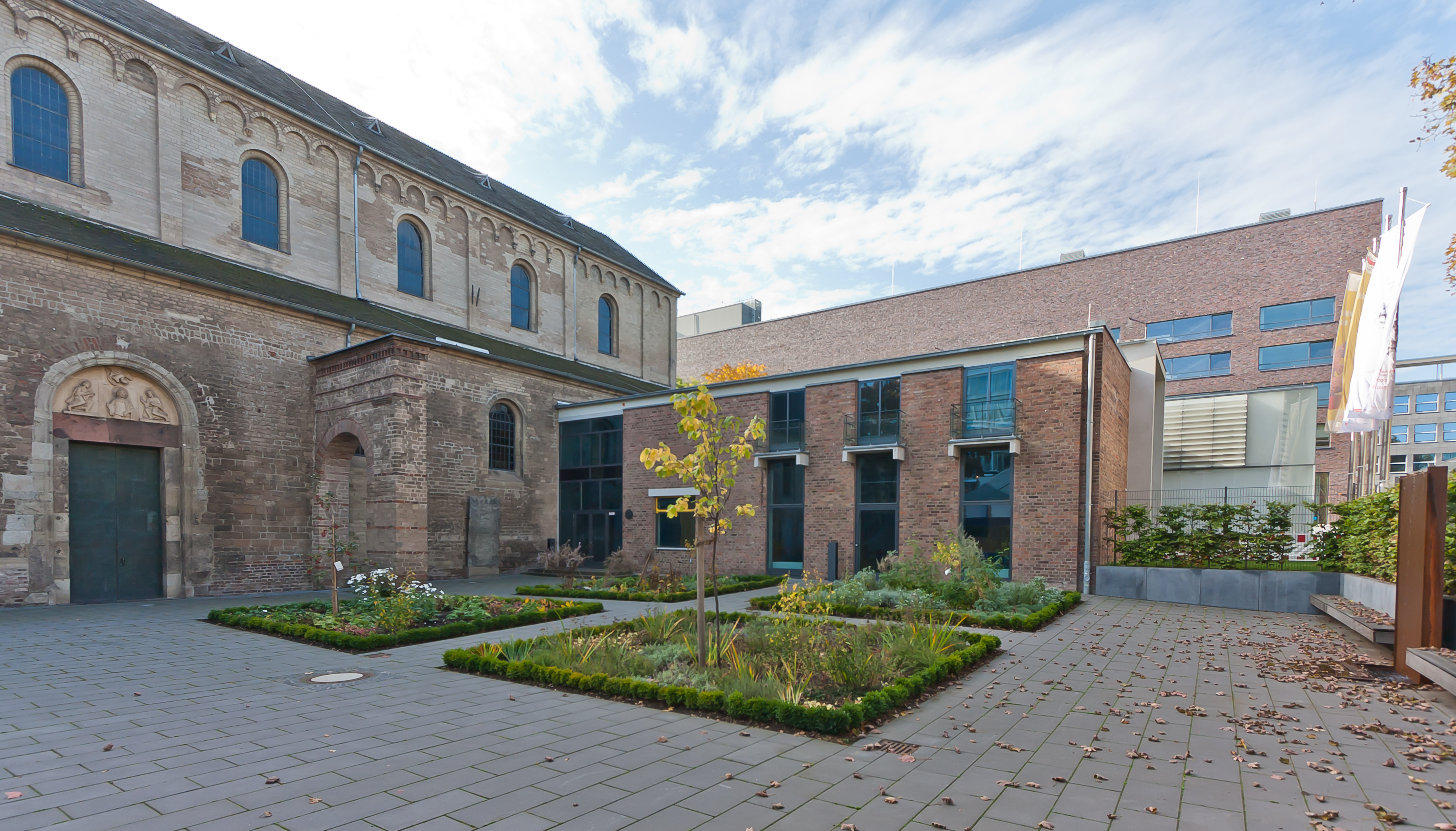
Kościół Świętej Cecylii (po lewej) oraz budynek biblioteki (po prawej) projektu Karla Banda

W 1950 architekt Karl Band (1900-1995) wysunął koncepcję eksponowania zbiorów w romańskiej przestrzeni sakralnej, dzięki decyzji z dnia 4 maja 1956 sygnowanej przez ówczesnego kardynała kolońskiego Josepha Fringsa, zbiory przeniesiono do kościoła Świętej Cecylii. Otwarcie nowej ekspozycji w tymże kościele miało miejsce dnia 5 maja 1956. Funkcję dyrektora sprawował wówczas Hermann Schnitzler. Następny dyrektor Anton Legner (lata urzędowania 1970-1990) podjął szeroko zakrojoną akcję promocyjną placówki, za jego kadencji miały miejsce wielkie międzynarodowe wystawy czasowe i konferencje naukowe, ponadto w latach 1976–1977 Legner rozbudował przestrzeń muzealną, która objęła cały kościół wraz z kryptą. Po nim funkcję dyrektora przejęła Hiltrud Westermann-Angerhausen, która pełniła swą funkcję do 2009 roku. Za jej kadencji dokonano gruntownego remontu muzeum (lata 2001–2003), którego nazwę przemianowano na obecną, nowych aranżacji ekspozycji. Następnie opracowano plan powiększenia przestrzeni muzealnej, włączając ją do nowego gmachu i jednocześnie zachowując lwią część zbiorów w kościele Świętej Cecylii.

### Kulturquartiers am Neumarkt

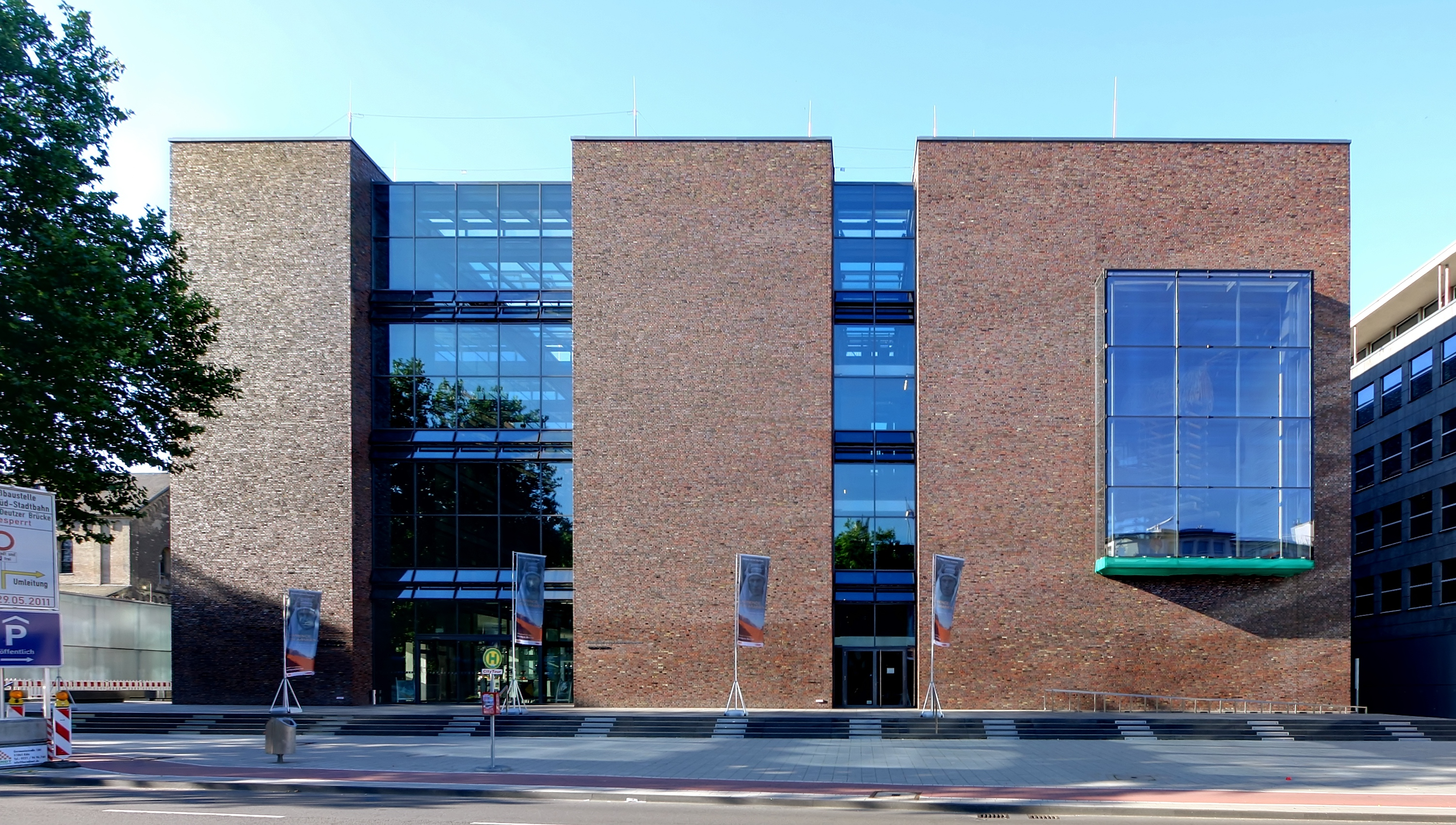
Kwartał Kulturalny przy Nowym Rynku

25 marca 1995 rada miejska Kolonii zorganizowała konkurs na projekt nowego wielofunkcyjnego kompleksu budynków o charakterze kulturalno-muzealnym. Wygrał pomysł firmy Schneider + Sendelbach, którego realizację ukończono w 2010 roku. Kompleks ten znany jako Kulturquartier am Neumarkt (Kwartał Kulturalny na Nowym Rynku) mieści oprócz Muzeum Schnütgena, Rautenstrauch-Joest-Museum, oraz oddział Wyższej Szkoły Ludowej (Volkshochschule). W ramach przebudowy muzeum wzbogaciło się o wielkie zaplecze, powstały nowe sale ekspozycyjne w których umieszczono wielki zbiór malarstwa witrażowego. Uroczyste otwarcie kompleksu miało miejsce dnia 22 października.

## Wystawy czasowe
Muzeum Alexandra Schnütgena należy do bardzo aktywnych ośrodków artystyczno-kulturalnych w Kolonii, głównie za sprawą licznych wystaw czasowych, których tematyka koncentruje się wokół przewodniej myśli – sztuki Kolonii i Nadrenii w średniowieczu. Tradycję tę otwiera wystawa zatytułowana Tagung für christliche Kunst która miała miejsce w roku 1921. Sześć lat później zaprezentowano dzieła średniowiecznej sztuki kolońskiej ze zbiorów prywatnych, na wystawie Mittelalterliche Kunst aus Kölner Privatbesitz. Po przeniesieniu placówki do Deutz w roku 1933 odbyła się wystawa poświęcona złotnictwu kolońskiemu zatytułowana Meisterwerke Kölner Goldschmiedekunst durch 800 Jahre.

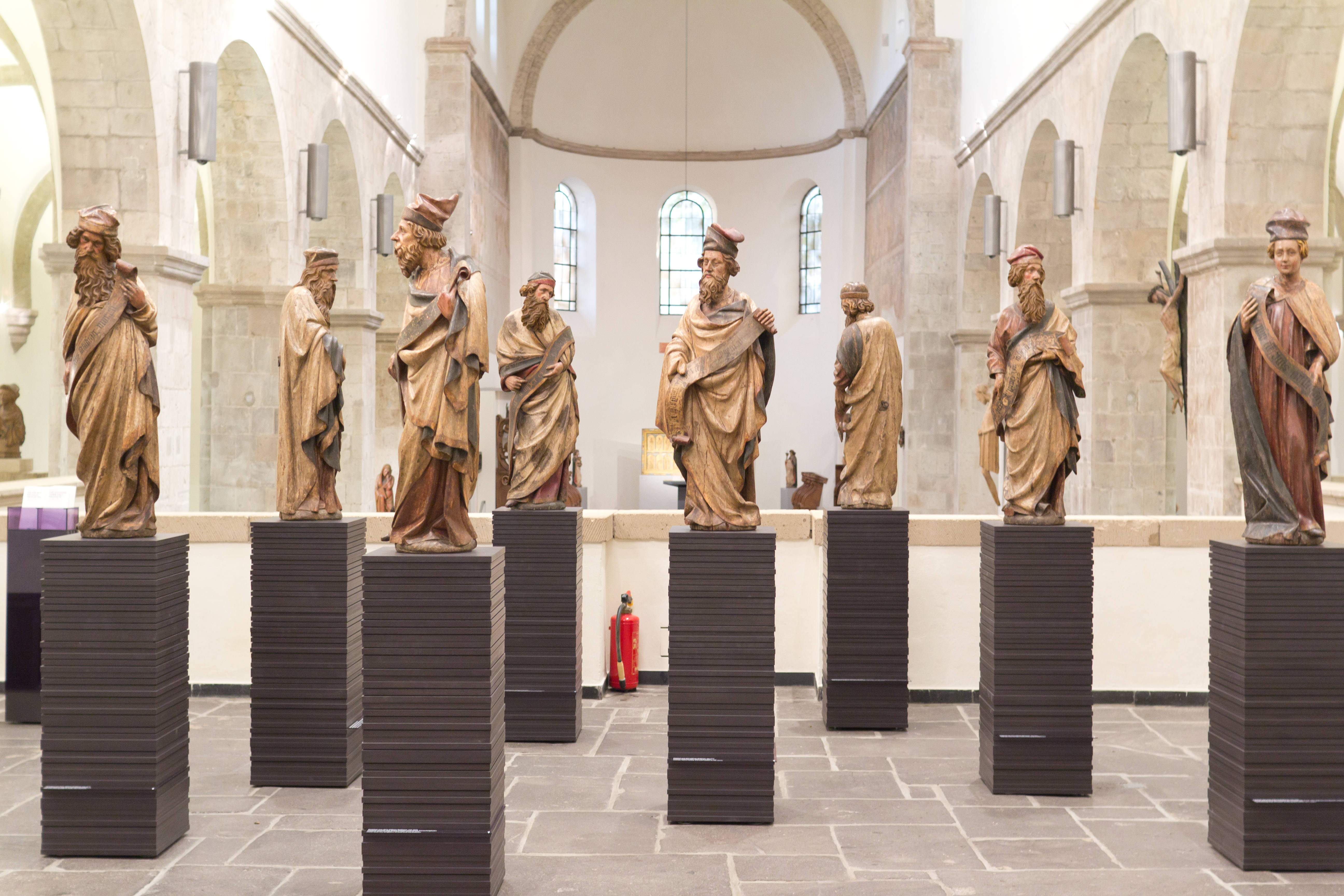
Gotyckie figury proroków z ratusza w Kolonii – fragment wystawy IM FOKUS: Die Kölner Rathauspropheten. Skulptur um 1400 für Bürgerschaft und Kirche

W roku 1946 w bramie Eigelsteintorburg zorganizowano wystawę z inicjatywy trzech placówek Wallraf-Richartz-Museum, Diözesanmuseum oraz ówczesne Schnütgen-Museum. Kolejna wystawa pod tytułem Romanische Kunst odbyła się rok później, ze wspólnej inicjatywy Schnütgen-Museum, Uniwersytetu kolońskiego oraz katedr w Essen i Kolonii. Tematem przewodnim była sztuka romańska Nadrenii. Pierwsza wystawa, która odbyła się w przejętym przez muzeum kościele Świętej Cecylii, odbywała się w roku 1960 zatytułowana Große Kunst des Mittelalters aus Privatbesitz, będąca nawiązaniem do starszej wystawy z 1927.

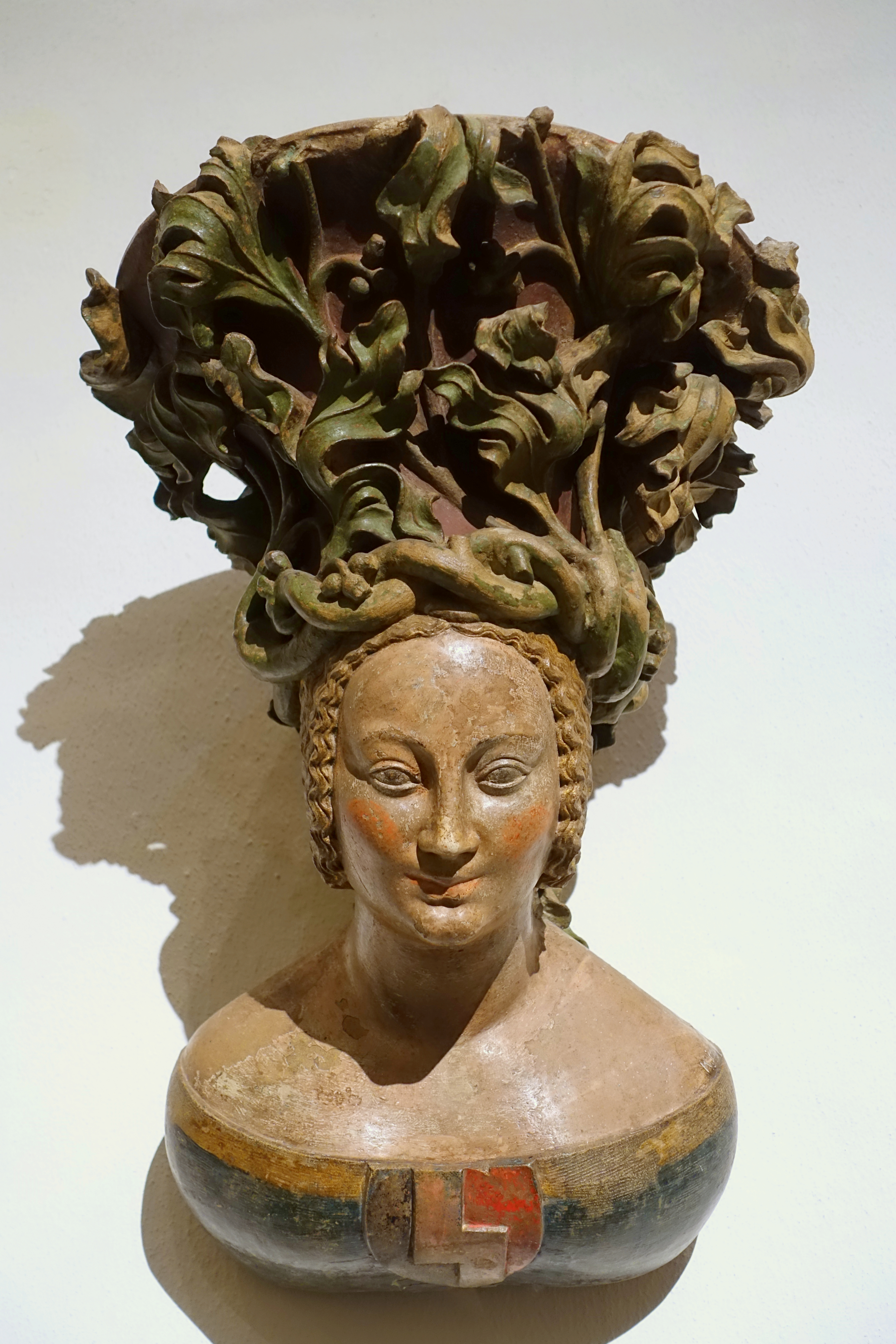
Konsola z popiersiem młodej kobiety dłuta Heinricha Parlera, około 1390 – jeden z głównych eksponatów wystawy Die Parler und Schöne Still – Europäische Kunst unter den Luxemburgern

Za dyrekcji Antona Legnera Schnütgen-Museum osiągnęło znaczący, ogólnoświatowy sukces dzięki głównie trzem spektakularnym wystawom z 1972, 1978/79 i 1985. Pierwszą z nich Rhein und Maas – Kunst und Kultur 800 – 1400, poświęconą nadreńskiej i nadmozańskiej sztuce doby przedromanizmu, romanizmu oraz wczesnego i dojrzałego gotyku odwiedziło 218 000 zwiedzających. Był to rezultat zainicjowanego przez wcześniejszego dyrektora Hermanna Schnitzlera międzynarodowego projektu, w którym wzięli udział historycy i historycy sztuki z RFN, Francji, Belgii i Holandii. Wystawa odbyła się w kolońskim Josef-Haubrich-Kunsthalle, a następnie w Królewskich Muzeach Sztuk Pięknych w Brukseli. W 1975 odbyła się wystawa Monumenta Annonis – Köln und Siegburg. Weltbild und Kunst im hohen Mittelalter, której głównym punktem było pokazanie dokumentów i rękopisów ze zbiorów watykańskich poświęconym średniowiecznym dziejom Kolonii i Siegburga. Międzynarodową sławę zdobyła wielka wystawa zorganizowana na przełomie 1978-1979 również w Josef-Haubrich-Kunsthalle zatytułowana Die Parler und Schöne Still – Europäische Kunst unter den Luxemburgern, poruszająca temat sztuki krajów Rzeszy i ich sąsiadów w okresie panowania dynastii Luksemburgów oraz międzynarodowego udziału rodu Parlerów i ich wpływ na styl piękny w sztuce gotyckiej. Na wystawie zgromadzono dzieła rzeźby, malarstwa, rzemiosła artystycznego, których lwia cześć została sprowadzona zza „żelaznej kurtyny”, głównie z NRD, Czechosłowacji i Polski. Wystawę odwiedziło ponad 300 000 osób. Kolejną wielką wystawą była Ornamenta Ecclessiae – Kunst und Künstler der Romanik, której głównymi eksponatami były zbiory z dwunastu romańskich kościołów na Starym Mieście w Kolonii, które wpisano w szerszy kontekst sztuki nadreńskiej.
Za dyrekcji Hiltrud Westermann-Angerhausen miała miejsce wielka wystawa Himmelslicht. Europäische Glasmalerei im Jahrhundert des Kölner Dombaus (1248–1349). Zorganizowano ją pod koniec 1998 roku, na pamiątkę 750 rocznicy wmurowania kamienia węgielnego pod gotycką katedrę w Kolonii. Ponad 72 000 zwiedzających obejrzało z bliska elementy architektoniczne oraz zespół witraży katedry kolońskiej.
Pierwsza wystawa, która odbyła się w nowych salach rozbudowanego Museum Schnütgen poświęcona była sztuce kolońskiej do 1550 roku. Pod tytułem Glanz und Größe des Mittelalters – Kölner Meisterwerke aus den großen Sammlungen der Welt, na przełomie 2011/2012 zaprezentowano przede wszystkim dzieła sztuki wszystkich technik związane z Kolonią, jednakże na co dzień eksponowane w różnych muzeach świata, gros stanowiły eksponaty ze zbiorów amerykańskich. Od grudnia 2012 do kwietnia 2013 w starszej części muzeum – kościele Świętej Cecylii trwa wystawa IM FOKUS: Die Kölner Rathauspropheten. Skulptur um 1400 für Bürgerschaft und Kirche, której punktem ciężkości są figury proroków z kolońskiego ratusza i ich związek ze sztuką Kolonii XIV wieku. Za dyrekcji Moritza Woelka, zorganizowano dużą wystawę Die Heiligen Drei Könige. Mythos, Kunst und Kult (Święci Trzej Królowie. Legenda, sztuka i kult). Okolicznością jej zorganizowania było 850-lecie translacji relikwii Trzech Króli z Mediolanu do katedry kolońskiej. Na wystawie zaprezentowano ponad 300 dzieł poświęconym tematowi głównych patronów Kolonii.

## Zbiory
Muzeum Alexandra Schnütgena jest największą po paryskiej Musée de Cluny placówką w Europie gromadzącą dzieła plastyki średniowiecznej. Mediewalia tworzą przede wszystkim dzieła od przedromanizmu po późny gotyk. Są to dzieła rzeźby, malarstwa witrażowego i rzemiosła artystycznego (tkactwo, metaloplastyka etc.). Przedromańską i romańską rzeźbę reprezentują m.in. orzechowy krucyfiks z kościoła św. Jerzego, portal z kościoła św. Cecylii (oba w Kolonii) późnoromańska Madonna z Akwizgranu z ok. 1230 r. Cennym dziełem jest pozłacane antependium z kościoła św. Urszuli z ok. 1170 r. Z rzeźby gotyckiej m.in. Madonna na szerokim tronie, Madonna z bramy Friesentor, konsola z popiersiem kobiecym przypisywana Heinrichowi Parlerowi. Liczne dzieła złotnictwa tworzą utensilia liturgiczne, relikwiarze, figurki kultowe, m.in. srebrna figura św. Katarzyny z ok. 1380 r., XI-wieczny krzyż św. Modualdusa, antaba z drzwi romańskich w kształcie stylizowanego lwa z XII wieku, emaliowany relikwiarz z przedstawieniami Żywota św. Tomasza Becketta z 1 poł XIII wieku, liczne paramenty liturgiczne i tekstylia z VIII-XVIII stulecia.

### Rzeźba kamienna

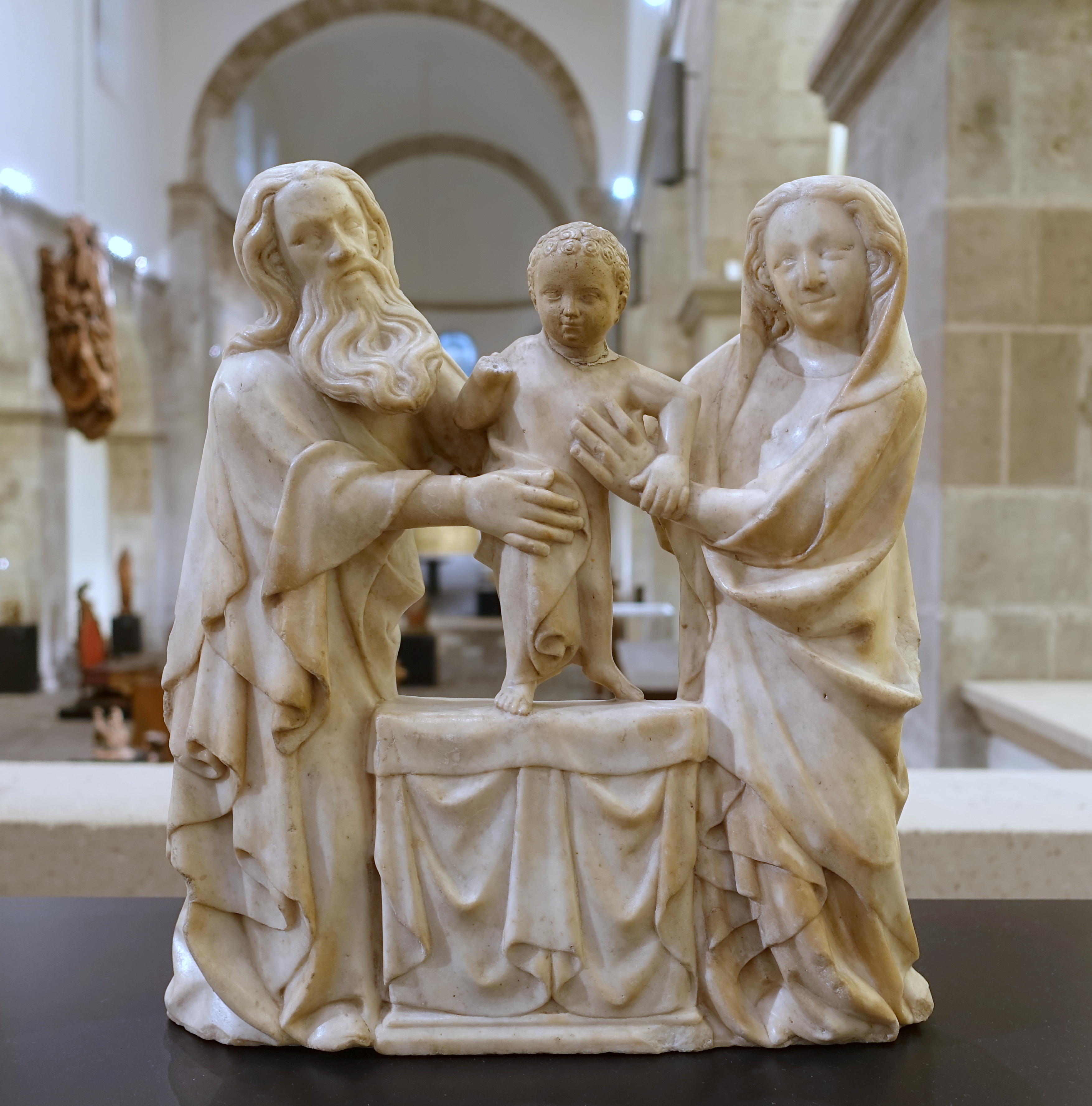
Ofiarowanie Jezusa w świątyni – fragment dekoracji rzeźbiarskiej stołu ołtarza głównego kolońskiej katedry, ok. 1310–1320

Najstarsze dzieła rzeźby z kamienia pochodzą z okresu przedromańskiego. Jednym z najstarszych dzieł architektonicznej rzeźby kamiennej jest datowane na VII wiek nadproże z reliefowym przedstawieniem popiersia mężczyzny atakowanego przez dwa dzikie zwierzęta. Z kościoła Świętego Seweryna pochodzi płaski relief datowany na około 1050 interpretowany jako postać centaura, lub zodiakalnego strzelca, ponadto z tejże świątyni postać syreny z dwoma ogonami. Z kolońskiego kościoła Świętej Kolumby pochodzi kamienna chrzcielnica datowana na około 1200 rok, wykonana z kamienia namurskiego w warsztacie nadmozańskim. Na około 1190 datowana jest niekompletnie zachowana romańska płaskorzeźbiona figura mężczyzny grającego na lirze, interpretowana jako postać starotestamentowego króla Dawida. Z dzieł romańskiej rzeźby architektonicznej wyróżniają się dwa tympanony, z kolońskich kościołów Świętego Pantalemona i Świętej Cecylii (kopia znajduje się na portalu wejściowym do muzeum), to dzieło przedstawia koronowaną przez anioła patronkę kościoła i muzyki kościelnej, której asystują jej mąż święty Walerian i jego brat Tyburcjusz, obaj również męczennicy rzymscy. Cennymi dziełem są także datowana na 1150 tzw. Madonna z Siegburga, ukazująca Marię z Dzieciątkiem oraz ewangelistą Łukaszem, popiersie anioła z około 1210 przypisywane Mistrzowi Samsona z Laach, wczesnoromański relief ukazujący dwa młode lwy. Ponadto duży zespół rzeźbionych kapiteli późnoromańskich i wczesnogotyckich. Z klasztoru Brauweiler pochodzą reliefy przedstawiających figury zodiakalne, m.in. Pannę oraz przedstawienia symbolizujące cztery pory roku. Z dzieł gotyckich jednym z najcenniejszych zespołów rzeźb są figury świętych oraz kompozycje rzeźbiarskie ukazujące Pokłon Trzech Króli, Ofiarowanie Dzieciątka w świątyni wykonane przed 1322 rokiem. Są to elementy ołtarza głównego w katedrze kolońskiej. Tematykę Trzech Króli egzemplifikują figury ukazujące trzech Mędrców i Świętą Rodzinę z kościoła NMP na Kapitolu, datowane na schyłek XIII stulecia. Cennym dziełem sztuki Parlerów jest konsola z popiersiem kobiecym przypisywana Heinrichowi z Gmünd, charakteryzująca się wysublimowaną fryzurą i przede wszystkim „nakryciem” które tworzą gałązki i duże liście bylicy pospolitej. Konsola ta niegdyś stanowiła podstawę dla figury Marii z Dzieciątkiem. Postać kobieca jest interpretowana jako biblijna Ewa, a nadto zapewne ma rysy Drugtinis von Savoyen – małżonki wspomnianego Henryka. Cennym przykładem z późnego gotyku jest wykonany około 1500 relief Franza Maindberga przedstawiający Chrystusa podczas modlitwy w Ogrojcu. Jest to fragment niezachowanego do dziś sakramentarium katedry kolońskiej. Na rok 1520 datowana jest kompozycja rzeźbiarska ukazująca Wskrzeszenie Łazarza, wykonana przez westfalskiego artystę Heinricha Brabendera.

### Rzeźba drewniana

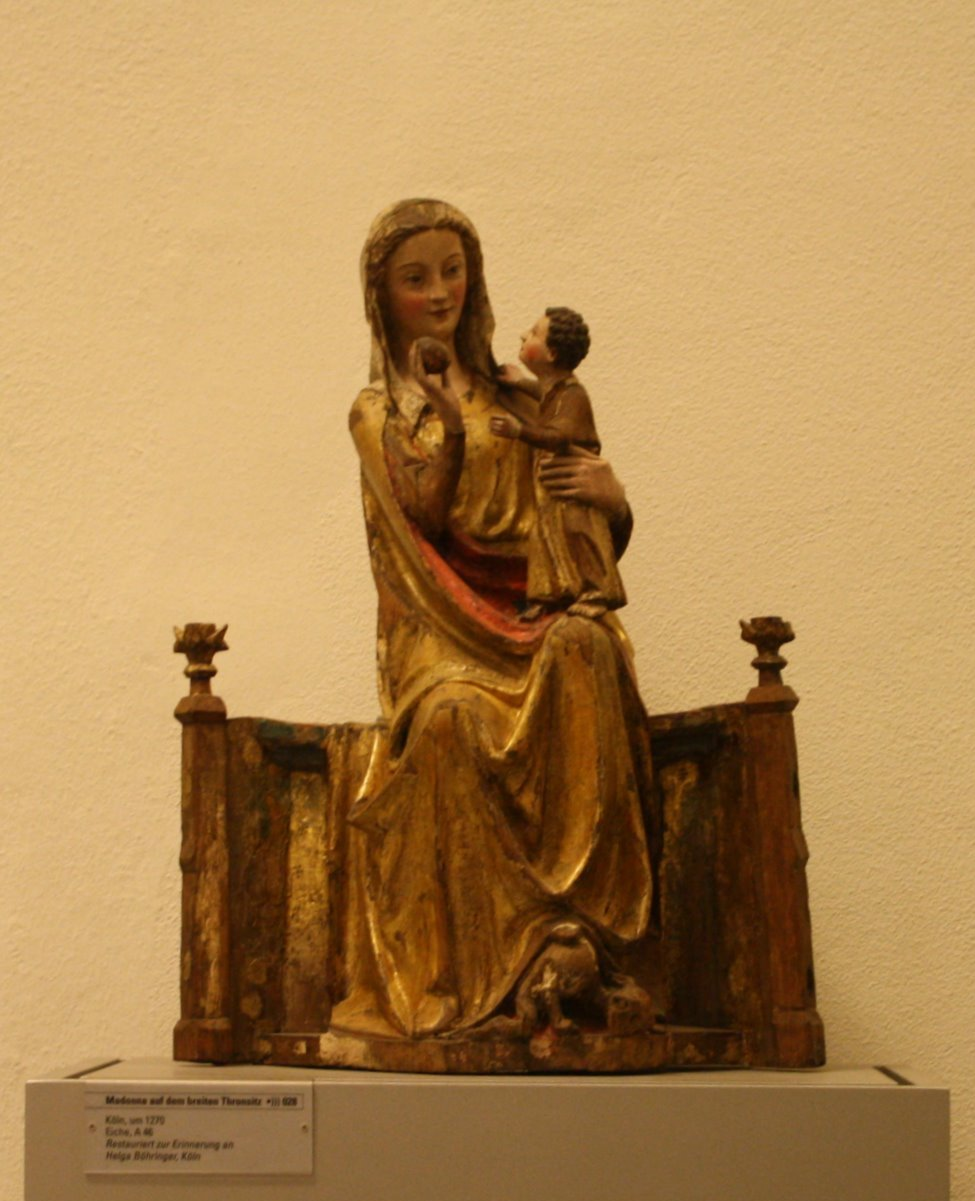
Madonna na szerokim tronie, ok. 1270

Największą grupę zbiorów muzealnych tworzy rzeźba drewniana. Podobnie jak w przypadku rzeźby kamiennej, plastykę drewnianą cechuje szeroki zakres czasowy (od przedromanizmu do późnego baroku) oraz przede wszystkim różnorodność i wysublimowanie od strony formalnej, treściowej i typologicznej. Wiele dzieł reprezentuje najwyższy poziom artystyczny, podobnie jak dzieła rzeźby kamiennej większość ma proweniencję kolońską. Przedromańską i romańską rzeźbę reprezentują m.in. orzechowy krucyfiks z kościoła Świętego Jerzego w Kolonii, późnoromańska Madonna z Akwizgranu z ok. 1230 r. Na rok 1275 datowana jest północnofrancuska Grupa Ukrzyżowania, Z rzeźby gotyckiej wyróżniają się m.in. Madonna na szerokim tronie datowana na około 1270, dzieło nieznanego kolońskiego mistrza, dewocyjna figura Tronującej Marii w płaszczu ozdobionym liliami heraldycznymi z około 1340. Świadectwem kultu świętej Urszuli i Jedenastu Tysięcy Dziewic oraz oddziaływania tego kultu, są XIV-wieczne relikwiarze hermowe i popiersiowe, charakteryzujące się delikatnymi rysami, długimi, rozpuszczonymi włosami i lekkim uśmiechem. Kilkadziesiąt tego typu dzieł znajduje się w zbiorach muzealnych, m.in. popiersie kobiety z kruzelerem. Przykładem sztuki powstałej pod wpływem mistyki nadreńskiej XIV wieku jest datowana na około 1360 Pietà. Z nurtem parlerowskim kojarzone są także figurki „Dzikiego mężczyzny” z 1370 i „Madonny w słońcu” z 1390 roku. Wczesny okres stylu pięknego reprezentuje Madonna z bramy Friesentor. Spośród bogatych zbiorów późnogotyckiego snycerstwa przykładami są wykonana na przełomie XV i XVI wieku polichromowana kompozycja rzeźbiarska przedstawiająca Adorację Dzieciątka, charakteryzująca się syntezą reliefu i rzeźby pełnoplastycznej, monumentalna figura świętego Hieronima z 1480, Chrystusa na osiołku palmowym, przypisywane Mistrzowi Tilmanowi figury Trzech Króli. Na 1530 rok datowane są dwie figury aniołów charakteryzujące się bogato opracowanym detalem. Przykładem „szkoły ulmskiej” jest figura Chrystusa wstępującego do nieba z około 1500, z tego samego okresu i regionu pochodzi niepolichromowana figurka Hioba. Snycerstwo południowoniderlandzkie reprezentują m.in. figurka proroka wykonana w 1520 przez snycerza antwerpskiego, korpus retabulum ołtarzowego z Brukseli datowany na około 1500 rok, przedstawiający na tle architektonicznej scenerii rzeźbione i pozłacane sceny Niesienie krzyża przez Chrystusa, Ukrzyżowanie i Zdjęcie z krzyża, figurka świętej Małgorzaty wykonana około 1510 przez mistrza brabanckiego, charakteryzująca się wyeksponowaniem dębowej materii i kunsztownie opracowanym detalami i również niepolichromowana, monumentalna, wielopostaciowa kompozycja rzeźbiarska ukazująca cykl pasyjny, monumentalna Grupa Ukrzyżowania, cennym przykładem plastyki północnoniderlandzkiej jest figurka Madonny z Dzieciątkiem z około 1470/1480. Spośród dzieł o tematyce wanitatywnej przykładem jest figurka Śmierci z XVIII stulecia.

### Plastyka z kości słoniowej

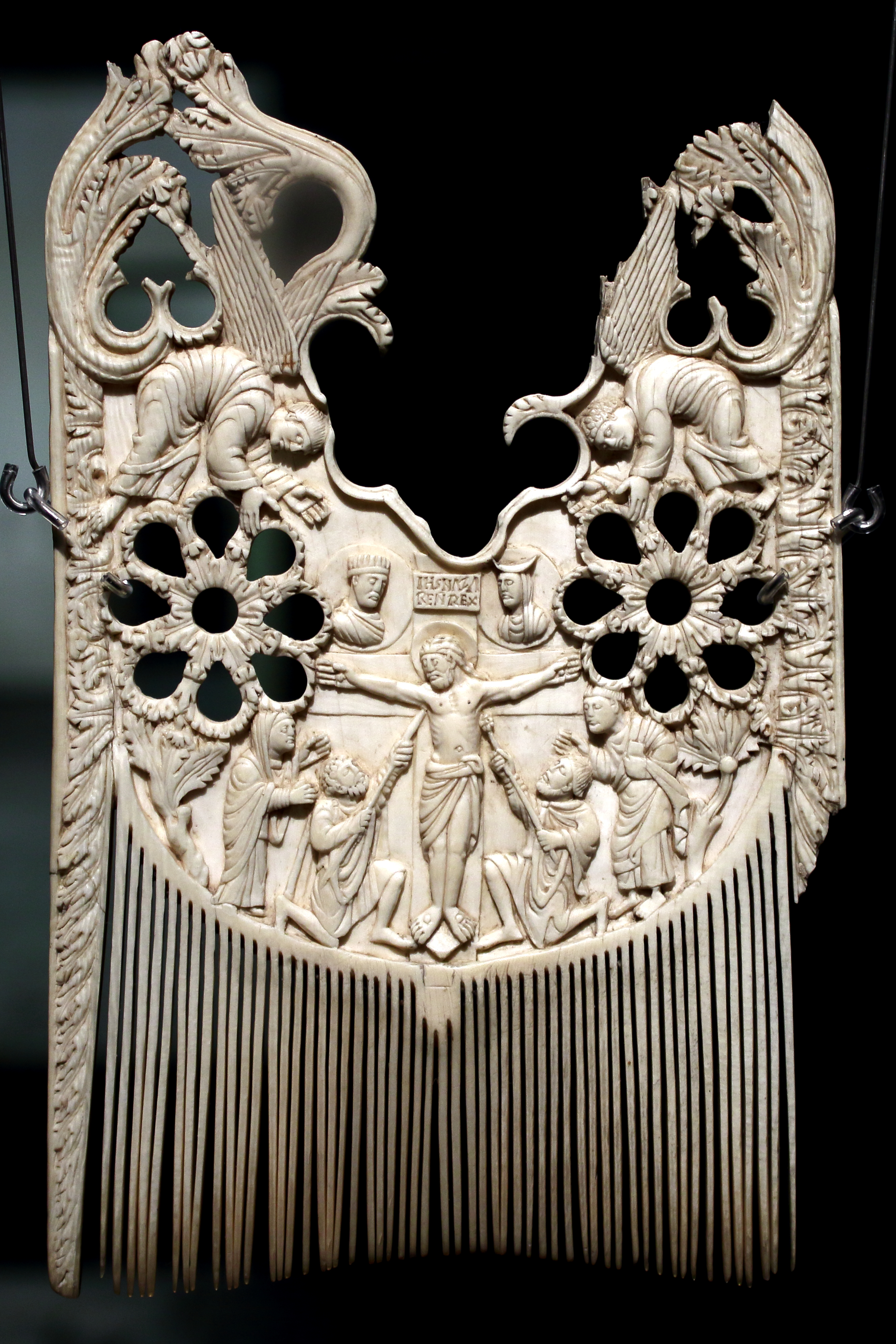
Przedromański grzebień św. Heriberta, IX w.

Bogaty zbiór plastyki z kości słoniowej reprezentują głównie dzieła o charakterze religijnym, a także pełniące elementy dekoracji lub codziennego użytku. Do najstarszych dzieł zalicza się dzieła sztuki karolińskiej, przede wszystkim Dyptyk Harracha datowany na około 800 rok ukazujący wizerunki Ewangelistów oraz Zwiastowanie, Boże Narodzenie, Ukrzyżowanie i Trzy Marie przy grobie. Z Bizancjum pochodzi relief sprzed 1000 roku ukazujący Koimesis – Zaśnięcie Marii w otoczeniu apostołów. Do najstarszych muzealiów poświadczających kult relikwii zalicza się niewielki relikwiarz z około 900 roku, wyrób dolnosaski, ukazujący m.in. wątki z życia Chrystusa i Jana Chrzciciela. Z przedmiotów codziennego użytku wyróżniają się przedromańskie grzebienie, w tym zdobiony płaskorzeźbionymi przedstawieniami koni z około 900 roku, czy datowany na lata 850–900 Tzw. Grzebień świętego Heriberta z reliefowym przedstawieniem Ukrzyżowania i ażurową dekoracją ornamentalną. Z okresu ottońskiego pochodzi złocona i kameryzowana oprawa księgi, pośrodku której znajduje się plakietka z wizerunkami Chrystusa oraz świętych Gereona i Wiktora oraz aniołów i męczenników. Romanizm egzemplifikują cztery plakiety datowane na 1150/1170 ukazujące Boże Narodzenie, Ukrzyżowanie, Trzy Marie u grobu i Wniebowstąpienie, wyrób koloński. Splendor gotyku obrazuje wielki zespół przenośnych ołtarzyków w formie dyptyku, tryptyku oraz figurek Madonny z Dzieciątkiem. Większość z nich wykonano w działających w XIII i XIV wieku warsztatach paryskich. Do najcenniejszych przykładów zalicza się m.in. dyptyk z Madonną z Dzieciątkiem oraz Grupą Ukrzyżowania, dyptyk ze scenami Bożego Narodzenia, Pokłonu Trzech Króli oraz Ukrzyżowania i Sądu Ostatecznego, tryptyk z Grupą Ukrzyżowania oraz wizerunkami świętych datowany na 1386/1400. Oprócz paryskich figurek Madonny z Dzieciątkiem w zbiorach muzealnych znajdują się tego typu dzieła z warsztatów nadreńskich i włoskich. Z XV wieku pochodzą okrągłe, polichromowane plakietki z Grupą Ukrzyżowania w asyście Marii i Jana Ewangelisty oraz świętych Katarzyny i Barbary oraz ze świętymi Jerzym, Katarzyną, Ukrzyżowaniem i Chrystusem i niewiernym Tomaszem. Plastykę XVII-wieczną egzemplifikują przede wszystkim figurki o tematyce wanitatywnej, m.in. śpiące putto trzymające czaszkę z 1601/1615, XVII-wieczne czaszki i główki ilustrujące rozkład ciała, czy też datowana na 1646/1655 figurka Tańczącej Śmierci, dzieło Joachima Henne. Sztukę XVIII stulecia reprezentuje późnobarokowa figurka Marii Niepokalanej, dzieło Bernharda E. Bendla, figurka Dzieciątka Loretańskiego, bogato dekorowany, domowy ołtarzyk z reliefem przedstawiającym Biczowanie. Do nowszych dzieł zalicza się neogotycki dyptyk z Janem Chrzcicielem i Chrystusem zmartwychwstałym, wyrób francuski z XIX wieku.

### Malarstwo witrażowe

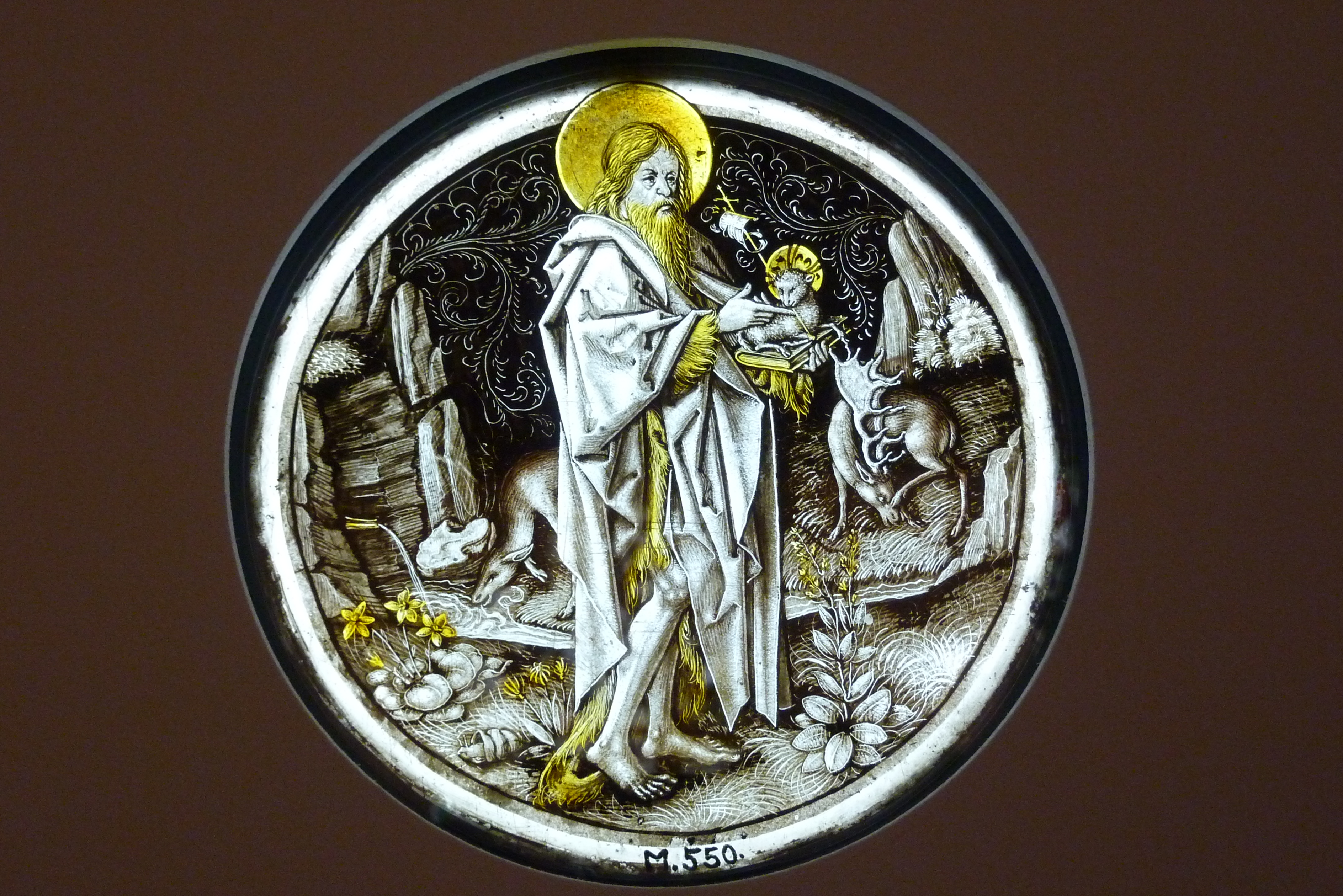
Nieznany artysta ze Środkowej Nadrenii, Jan Chrzciciel na tle pejzażu, około 1480 r.

W muzeum mieści się bogata kolekcja malarstwa witrażowego. W większości są to pojedyncze kwatery witraży jednakże zachowały się także komplety przeszklonych okien. Większość zbiorów ma proweniencję kolońską, w tym kwatery i ich fragmenty z kolońskiej katedry. Oprócz wielobarwnych witraży, w muzeum znajduje się duży zespół witraży wykonanych w konwencji en grisaille. Do najstarszych dzieł należy północnoniemiecki witraż z Grupą Ukrzyżowania i modlącym się mnichem z około 1200, kwatera z Ukamienowaniem świętego Szczepana nieznanej proweniencji, datowana na około 1280, frankfurcka kwatera ukazująca wimpergę z około 1300, czy kwatera wykonana przez anonimowego północnofrancuskiego witrażystę ukazująca dwa muzykujące anioły, utrzymana w monochromatycznych tonacjach, datowana na 1320/1330. Z datowanego na 1330 rok witraża katedry kolońskiej ze sceną Pokłonu Trzech Króli zachował się w muzeum jedynie fragment z głową króla. Na 1360/1380 jest datowany witraż z motywami architektonicznymi pochodzący z kościoła Mariackiego w Toruniu. Większość witraży w muzeum pochodzi z późnego gotyku. Cennym przykładem późnogotyckiego witrażownictwa jest okno ze sceną Pokłonu Trzech Króli, pochodzące z kaplicy kolońskiego ratusza datowane na XV wiek, kwatera z Pietą, wykonana w Kolonii około 1430 roku, czy też tzw. Okno Dziesięciorga Przykazań z klasztoru Karmelitów w Boppard, datowane na około rok 1440, fragment kwatery z wizerunkiem biblijnej Ewy z około 1440, kwatera z Madonną z Dzieciątkiem i świętą Urszulą, dzieło kolońskie z około 1510, kwatera z Kazaniem świętego Bernarda z około 1510 oraz cykl witraży ukazujący wątki z żywota świętego Bernarda z opactwa w Altenbergu z 1510/1530 dzieła anonimowego Mistrza z kościoła Świętego Seweryna. Na początek XVI wieku datowane są tonda witrażowe wykonane w Niderlandach, ukazujące m.in. Tobiasza z Sarą, Tobiasza łowiącego ryby i Zwiastowanie, oraz kwatera witrażowa z Pokłonem Trzech Króli. Na około 1485 datowane jest dzieło środkoworeńskiego witrażysty Nikolausa Nievergalta – tondo Jan Chrzciciel na tle pejzażu. Renesans reprezentuje XVI-wieczny witraż roboty południowoniemieckiej ukazujący umęczonego świętego Sebastiana i anioła. Cennym przykładem XVII-wiecznego witrażownictwa jest flandryjska kwatera z przedstawieniem Estery i Ahasvera. Z początku XIX stulecia pochodzi kwatera Modlący się mnich wykonana w południowych Niemczech. Jednym z najmłodszych dzieł w muzeum jest kwatera witrażowa ukazująca herby Kolonii i elektoratu kolońskiego podtrzymywane przez patronów miasta – świętego Gereona i świętą Urszulę na tle panoramy tegoż miasta. Autorem dzieła jest F. X. Reuter.

### Złotnictwo

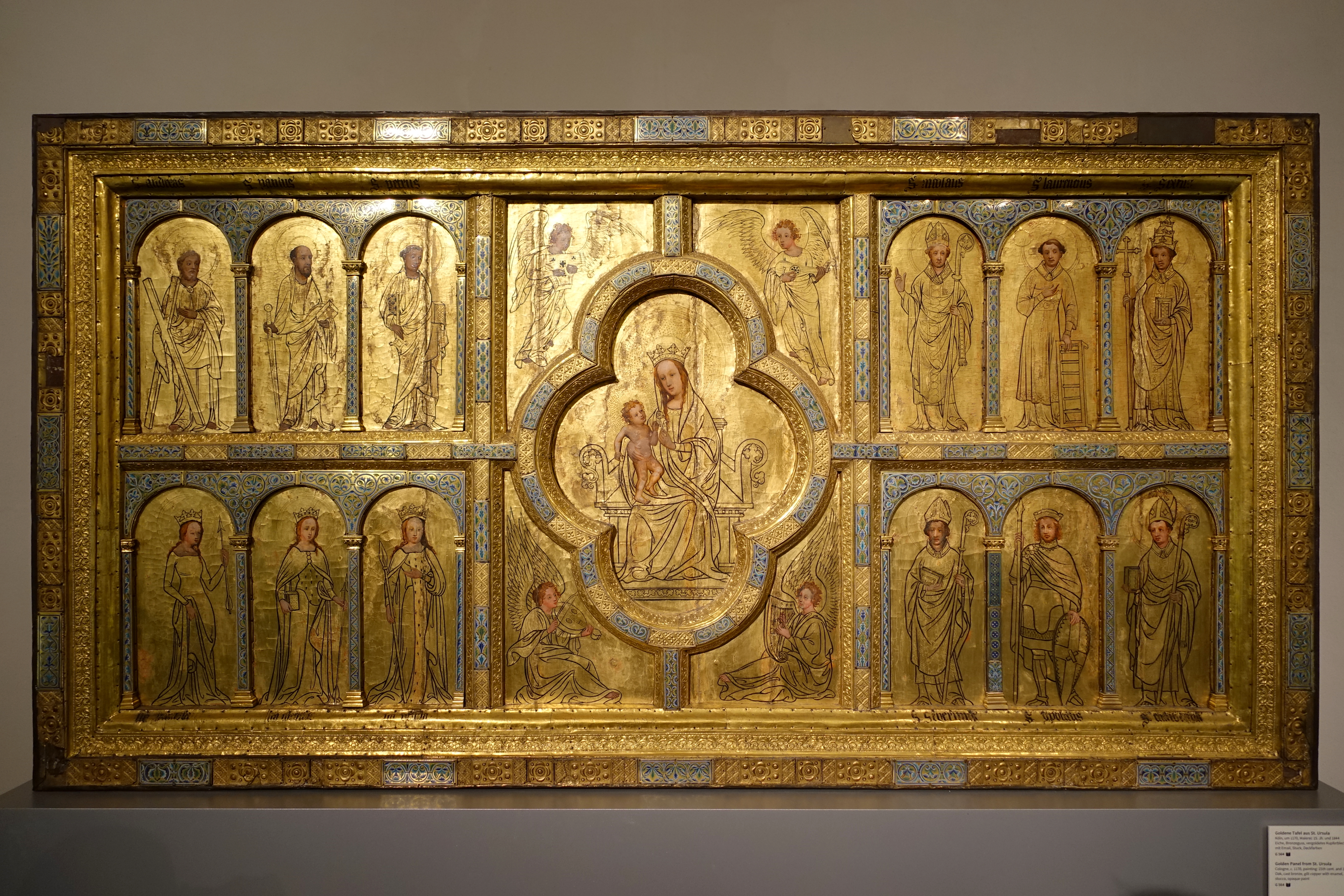
Złote retabulum ołtarzowe, ok. 1170 r.

W Muzeum Schnütgena znajduje się duży zespół dzieł złotnictwa, są to wysokiej klasy artystycznej relikwiarze, monstrancje i rozmaite utensilia liturgiczne. Najcenniejszymi dziełami to XI-wieczny krzyż świętego Modualdusa, wyrób trewirski, dzieło Rogera von Helmarshausen, tegoż autora plakietka w kształcie mandorli przedstawiającego Chrystusa-Sędziego, zespół kielichów, w tym gotycki z około 1300, dzieło nadreńskie, monumentalne gotyckie cyborium w formie sześciobocznej wieżyczki wykonane w 1386/1400, późnogotyckie cyborium-puszka na komunikanty z około 1500

### Odlewnictwo i emalierstwo
Do dzieł plastyki z brązu zalicza się wykonany około VI wieku świecznik, pochodzący z Azji Mniejszej, datowany na około rok 1000 i wykonany najprawdopodobniej w Lotaryngii trybularz z bogatą dekoracją ornamentalną z motywem stylizowanych liści, zespół romańskich antab do drzwi, w tym datowana na rok 1210 antaba w kształcie stylizowanej głowy lwa, krzyż z IX wieku, situla z X wieku, wyrób nadreński, zespół niewielkich krucyfiksów ukazującego Chrystusa jako triumfatora; zamiast korony cierniowej w przypadku większości dzieł na skroniach ma koronę królewską.
Muzeum posiada bogaty zespół średniowiecznych emalii, przede wszystkim romańskie monumentalne antependium głównego ołtarza kościoła Świętej Urszuli w Kolonii, wykonane około 1170, techniką mieszaną, łączącą malarstwo tablicowe, złotnictwo i emalierstwo. Antependium charakteryzuje się trójosiowym podziałem oraz dwustrefową kompozycją, którą tworzą rzędy potrójnych arkad flankujące cześć centralną w formie czworoliścia wpisanego w prostokąt, gdzie znajdują się wizerunki Marii z Dzieciątkiem w asyście aniołów, po bokach zaś apostołowie i patroni Kolonii. Na około 1210 datowane są cztery okrągłe medaliony, które najprawdopodobniej stanowiły dekorację relikwiarza. Zdobią je m.in. okrągłe wyobrażenia Wniebowstąpienia Chrystusa oraz Koronacji Marii otoczone sześcioliśćmi ozdobionymi aniołami oraz stylizowanymi liśćmi. Cennym przykładem emalierstwa limuzyjskiego jest relikwiarz świętego Tomasza Becketta z XII wieku, a ponadto krzywaśń pastorału biskupiego.

## Galeria

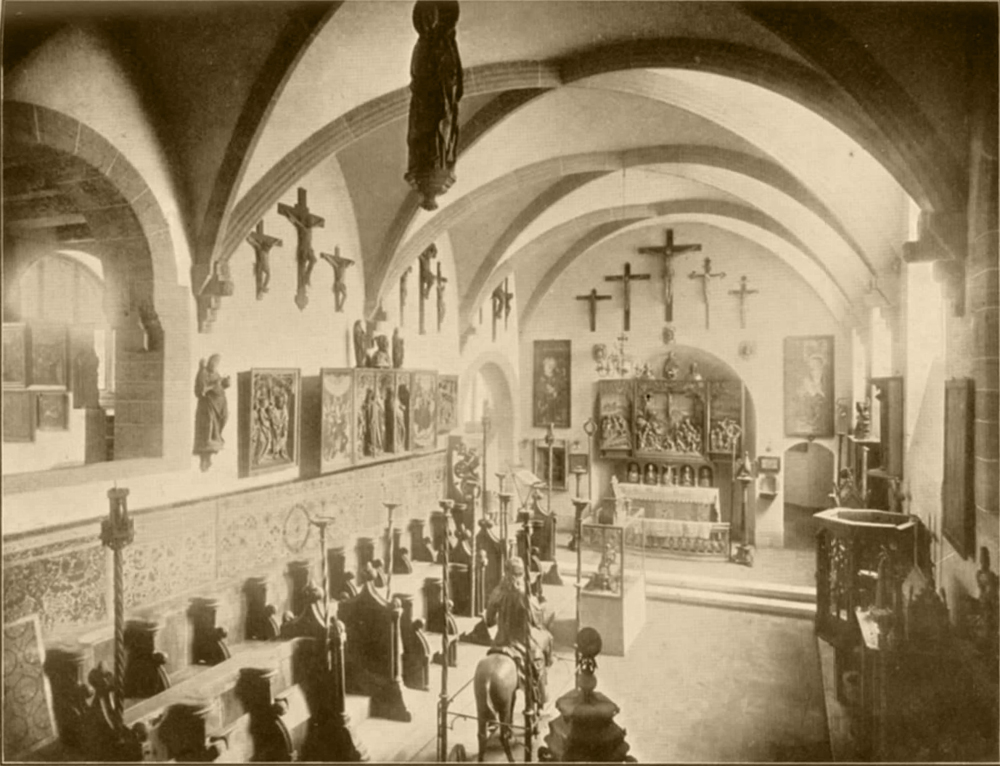
Ekspozycja muzealna w 1910 r.
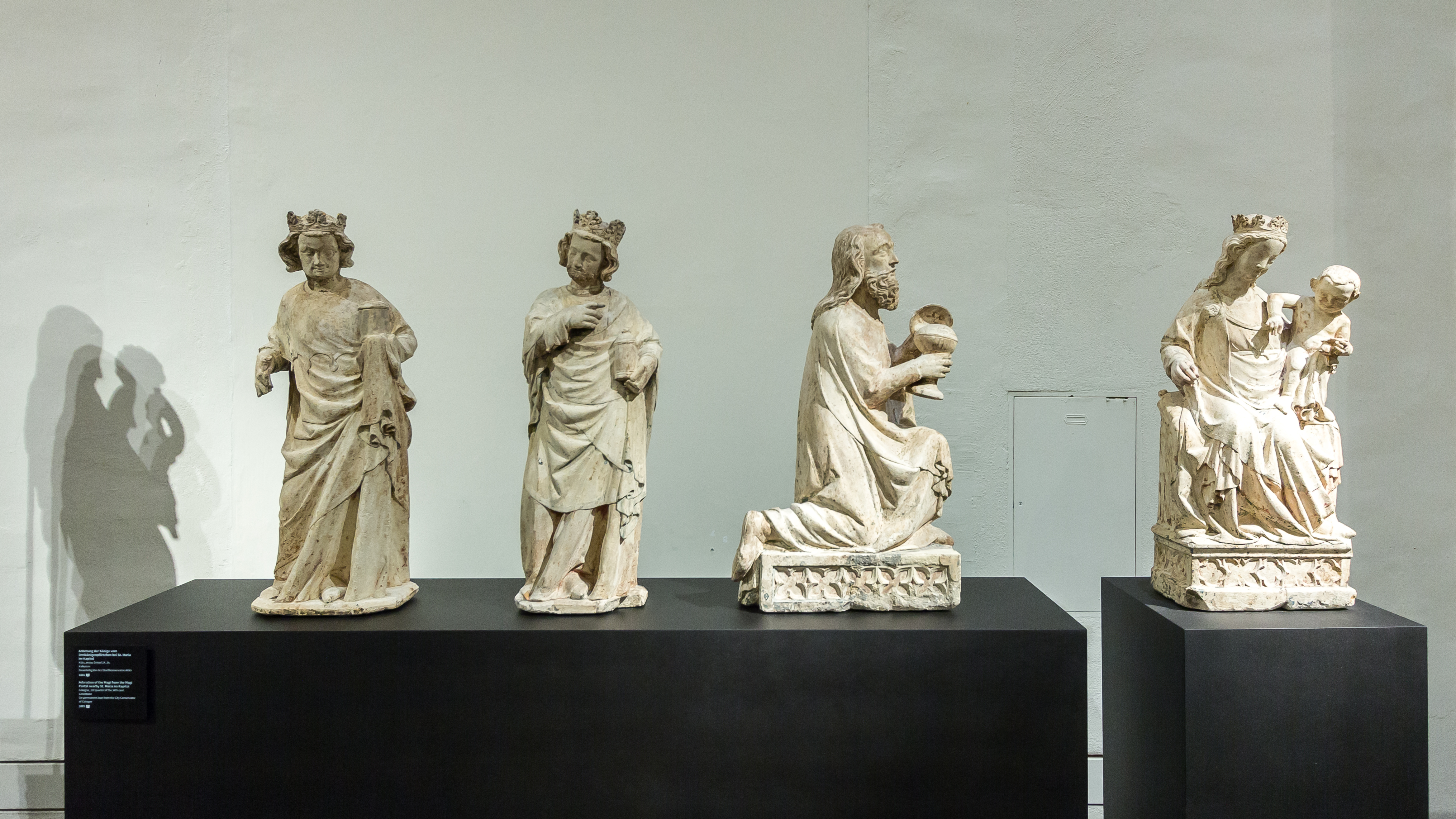
Pokłon Trzech Króli z kościoła NMP na Kapitolu w Kolonii, ok. 1280 r.
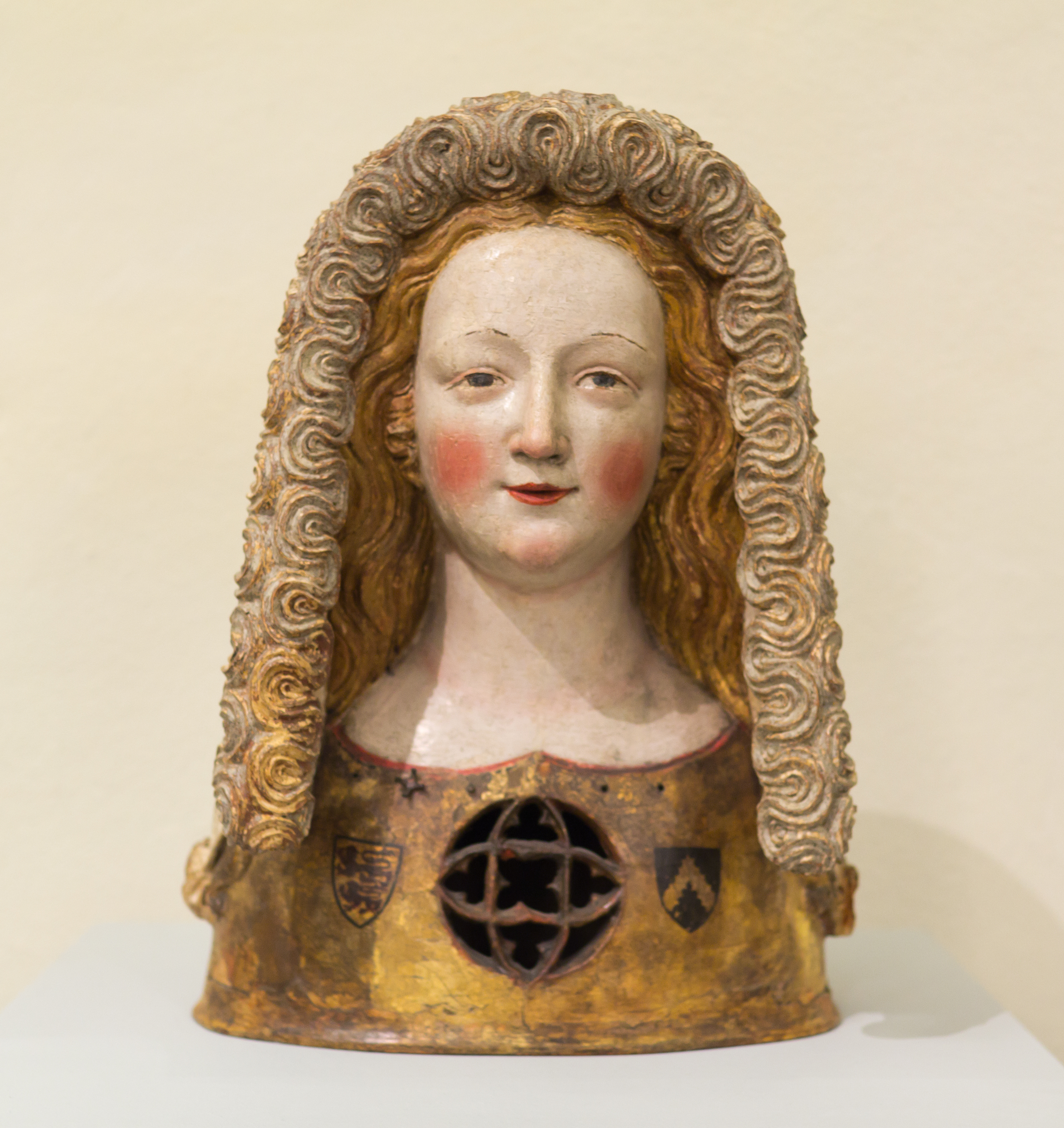
Popiersie relikwiarzowe świętej w kruzelerze, XIV w.
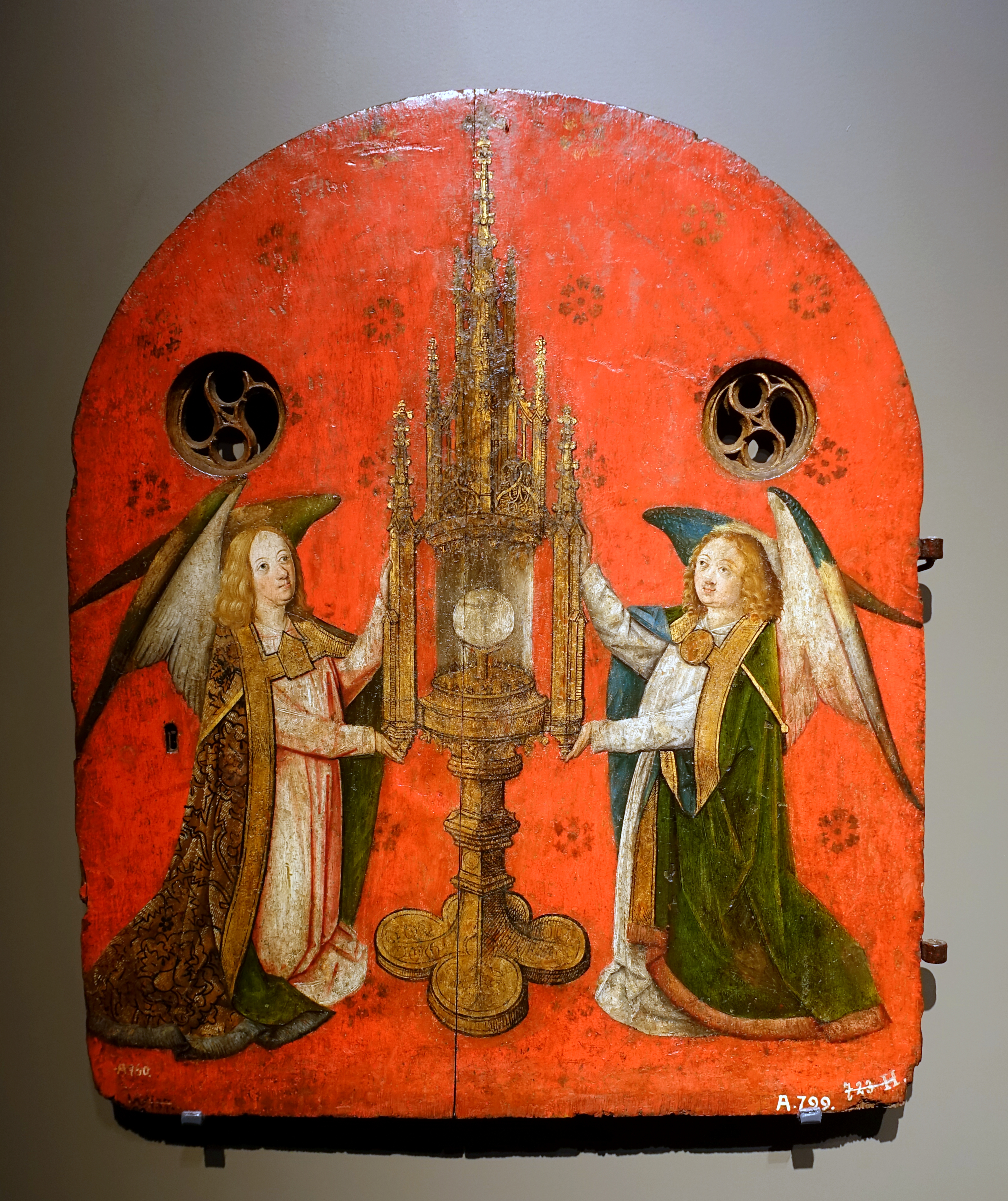
Drzwiczki do sakramentarium z wizerunkami aniołów adorującymi Hostię, XV w.

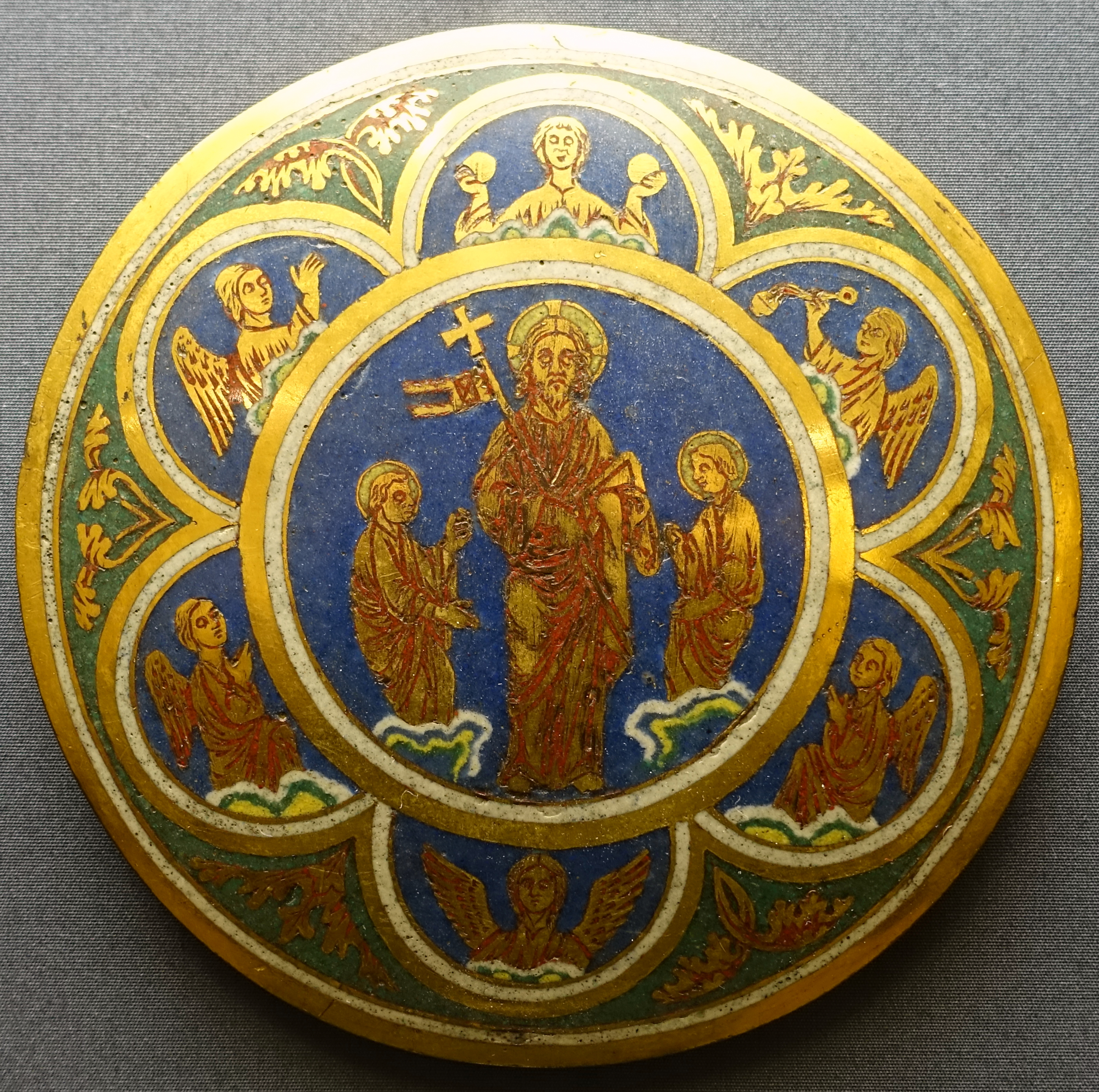
Wniebowstąpienie, plakietka emaliowana, ok. 1200 r., warsztat Nicholasa z Verdun
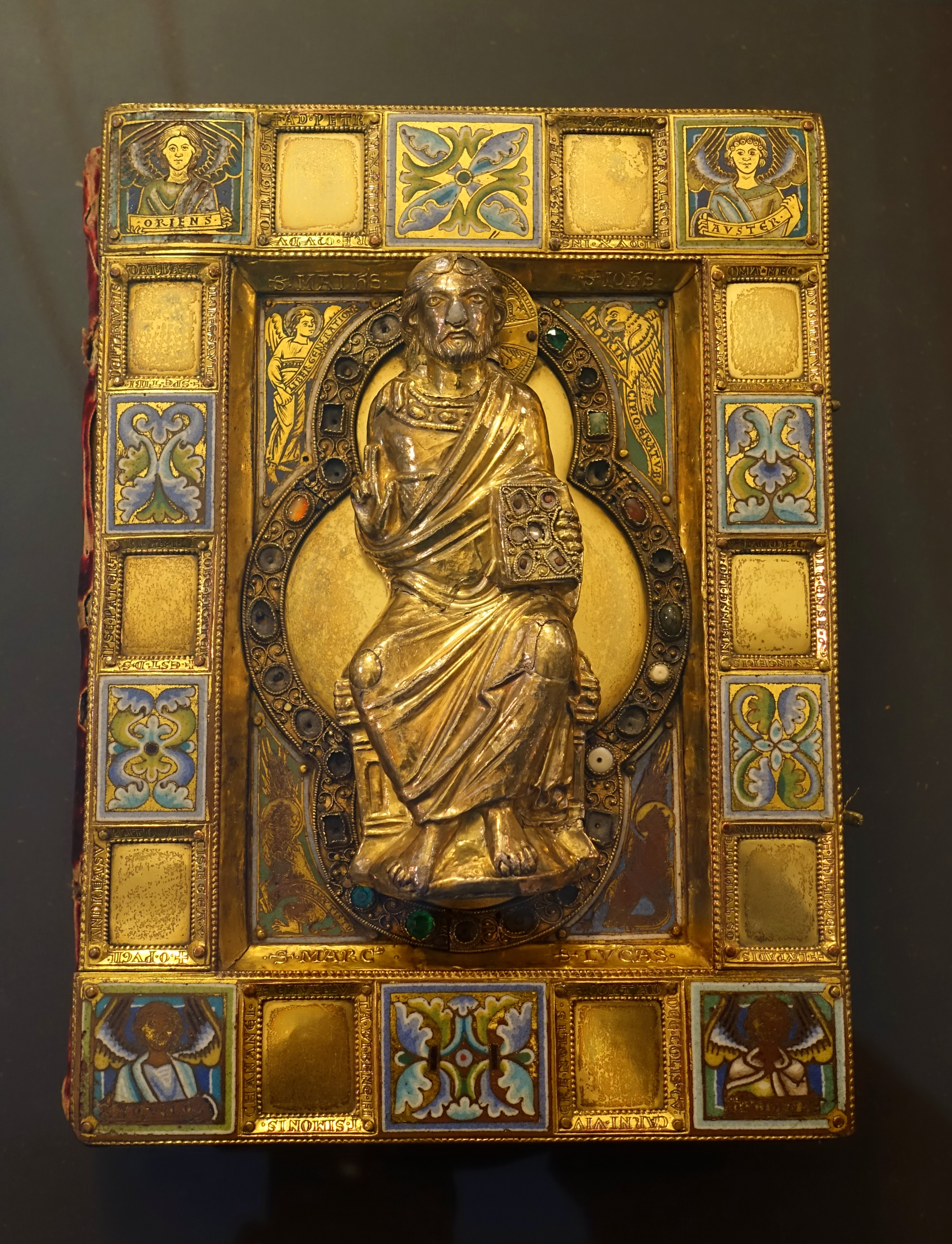
Romańska prawa księgi, ok. 1160-1180
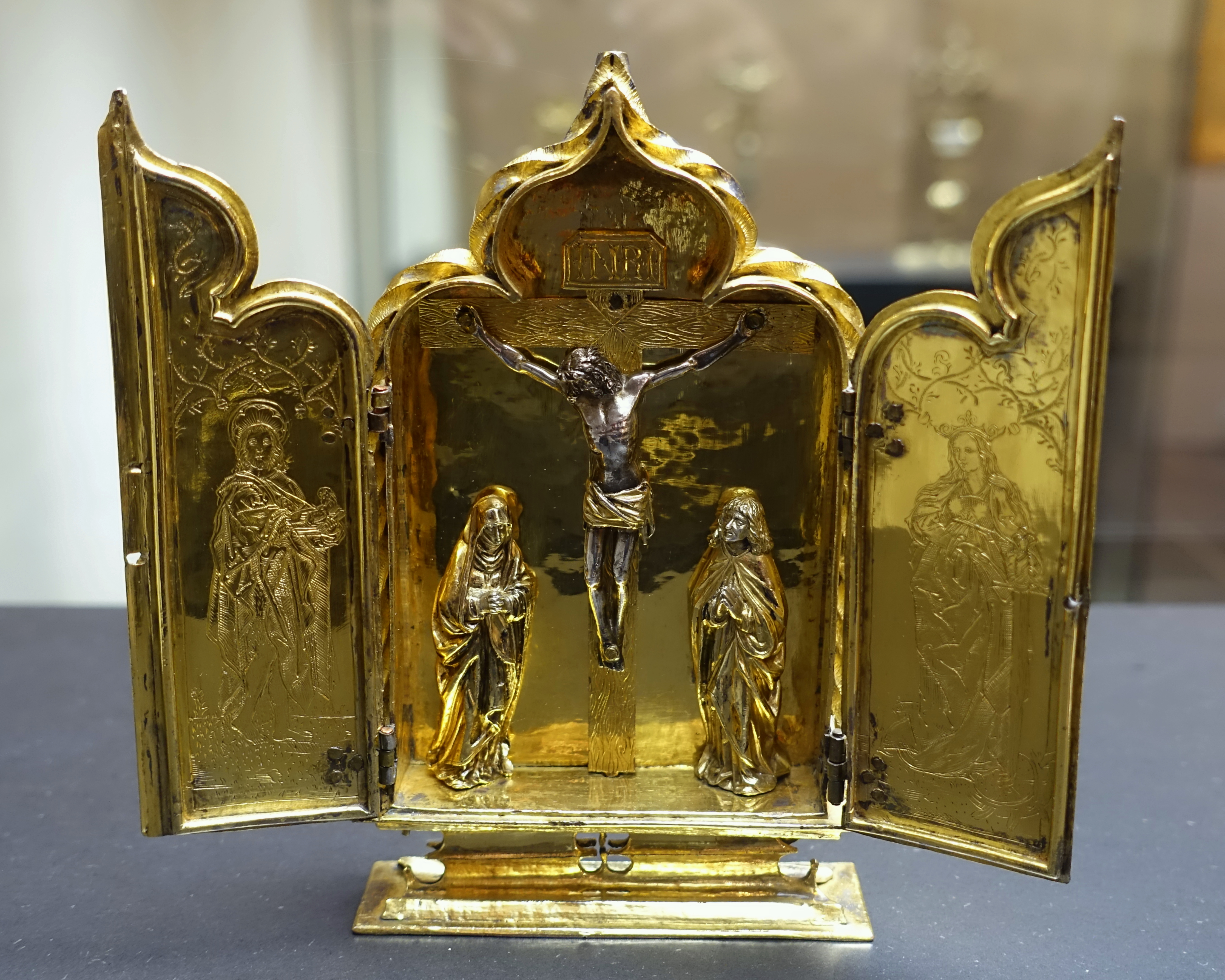
Ołtarzyk z Grupą Ukrzyżowania i grawerowanymi wizerunkami św. Jana Chrzciciela i św. Katarzyny. Około 1510 r.
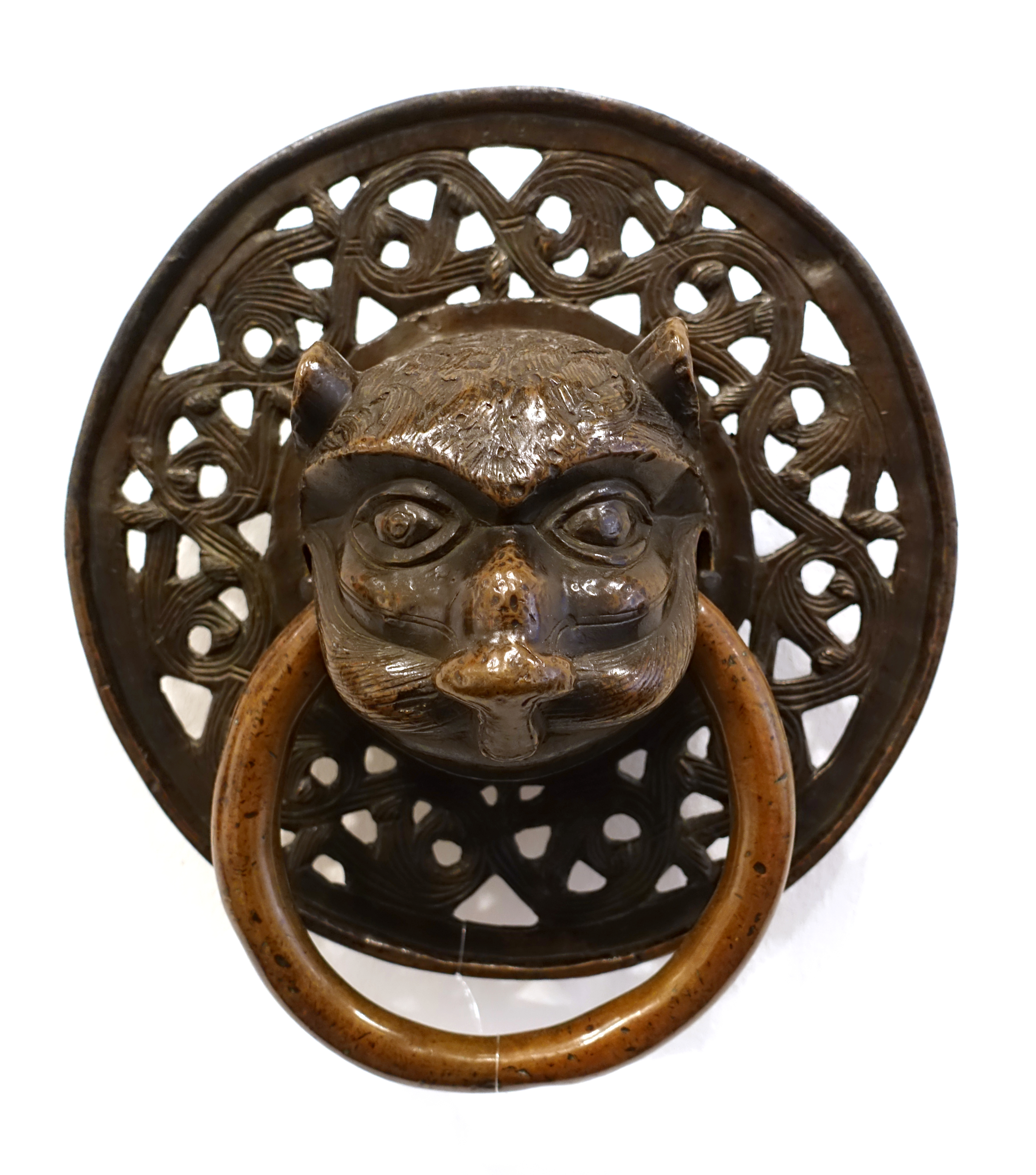
Romańska antaba do drzwi z brązu, warsztat magdeburski, ok. 1150 r.

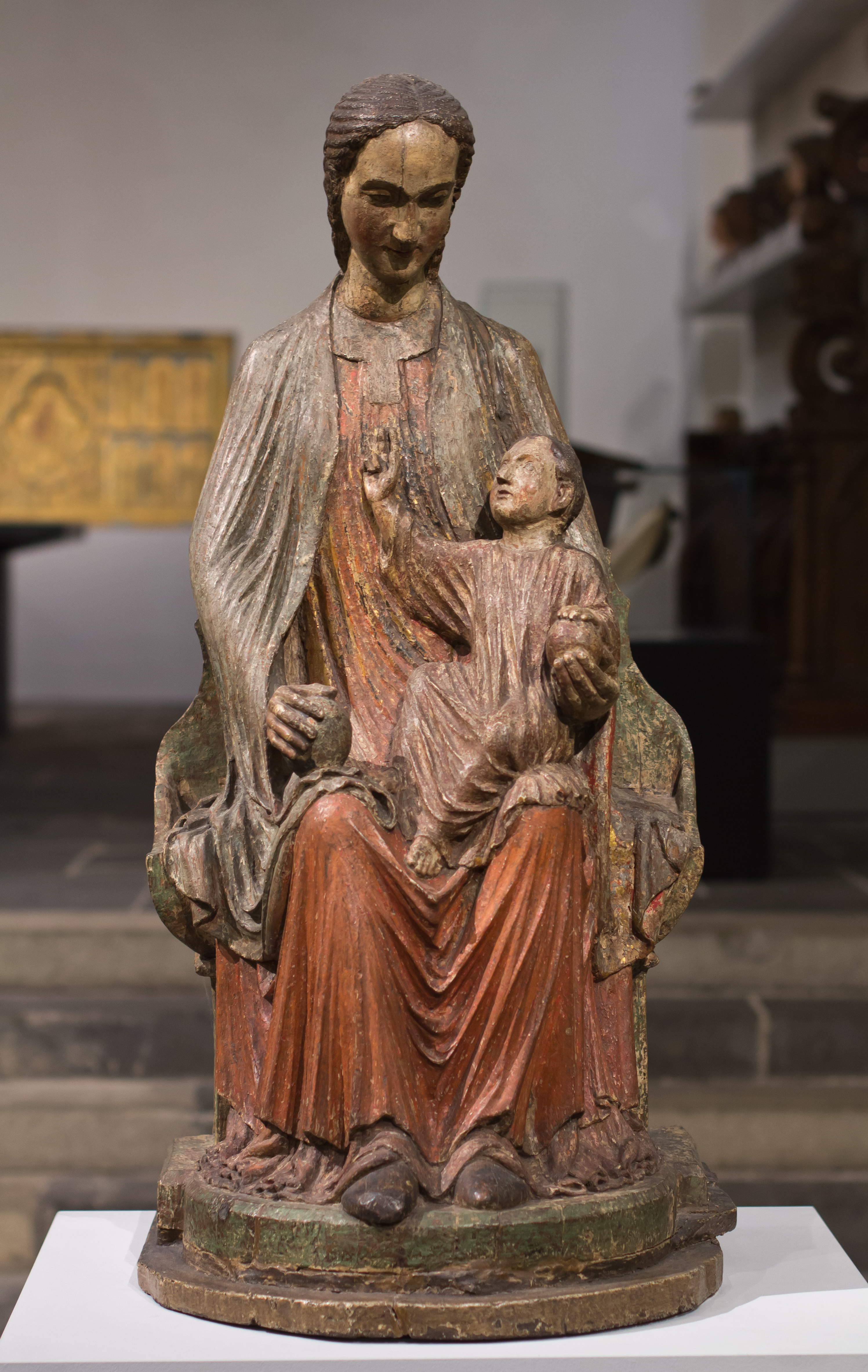
Tzw. Madonna Akwizgrańska, ok. 1230 r.
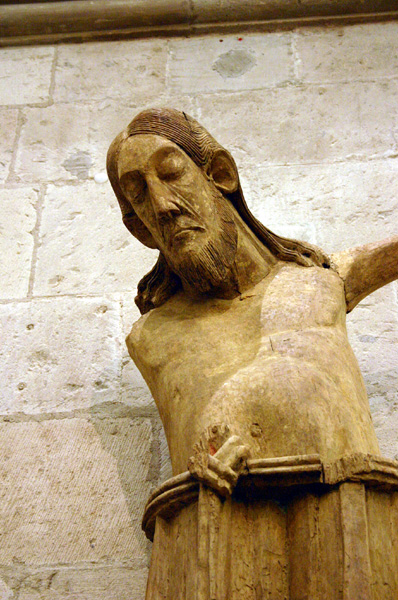
Krucyfiks z kościoła św. Jerzego ok. 1076
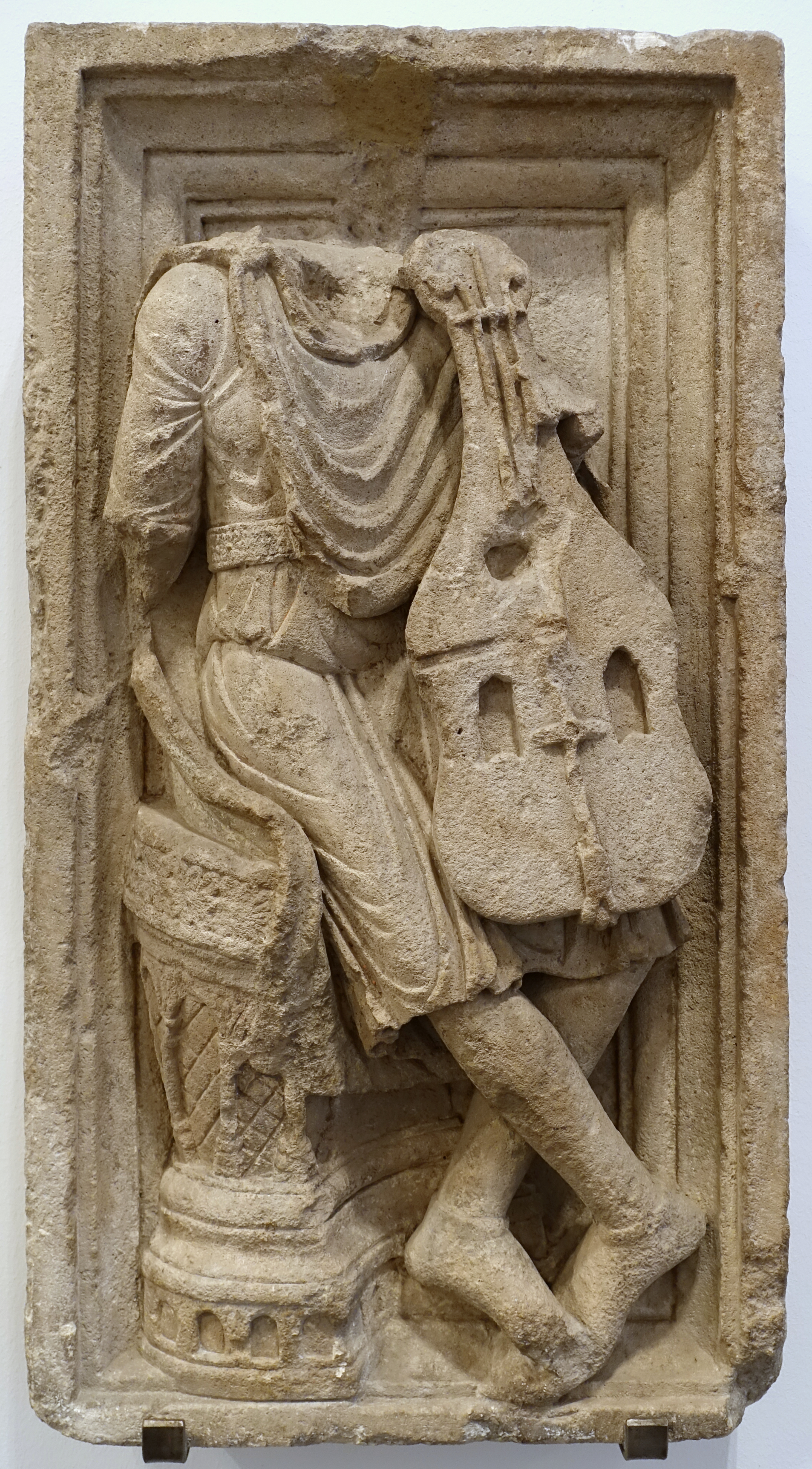
Tzw. Skrzypek, warsztat Mistrza Samsona, ok. 1200 r.
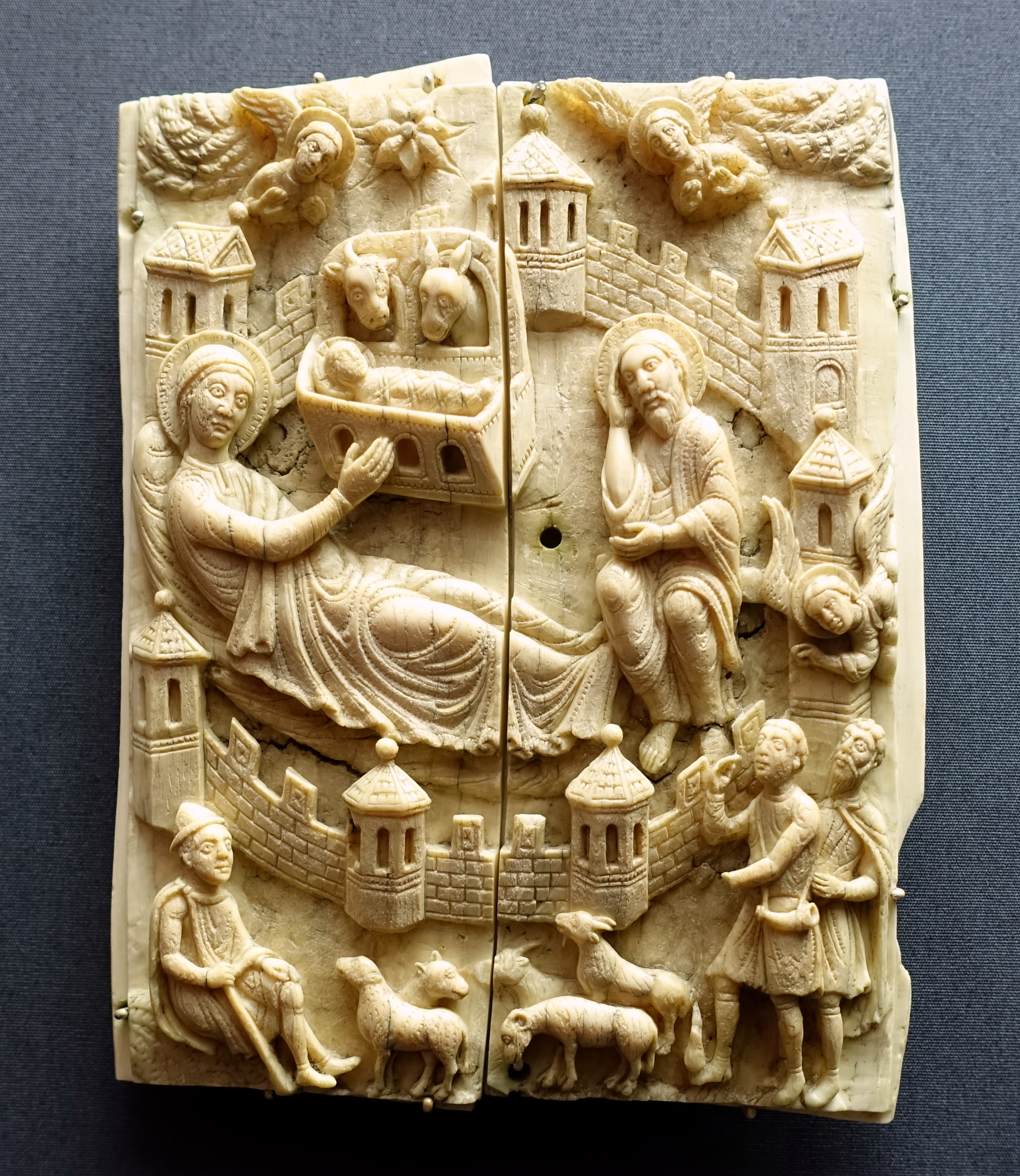
Romańska plakietka z kości słoniowej ukazująca Boże Narodzenie, ok. 1150-1160 r.

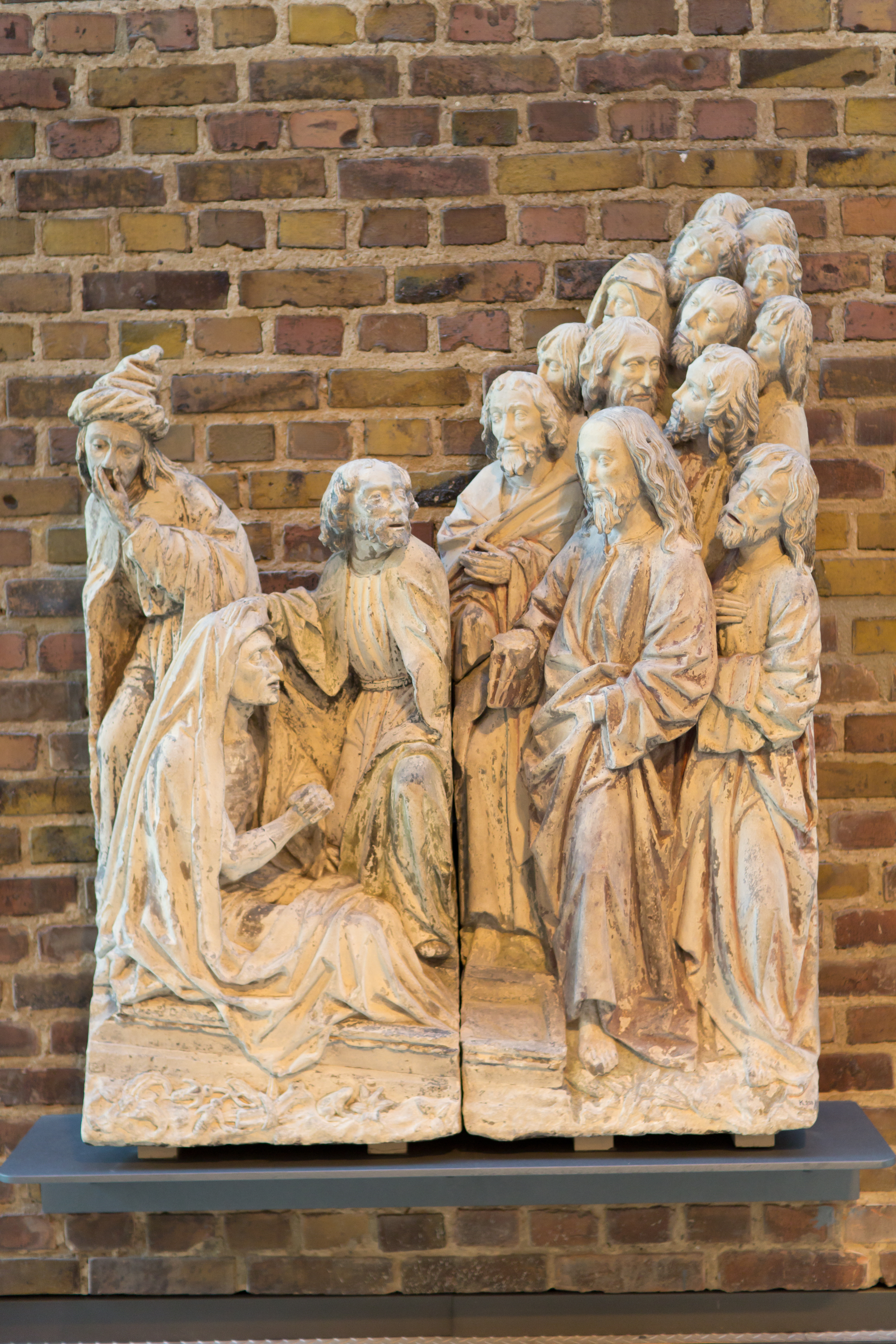
Wskrzeszenie św. Łazarza – kompozycja rzeźbiarska z pocz. XVI wieku
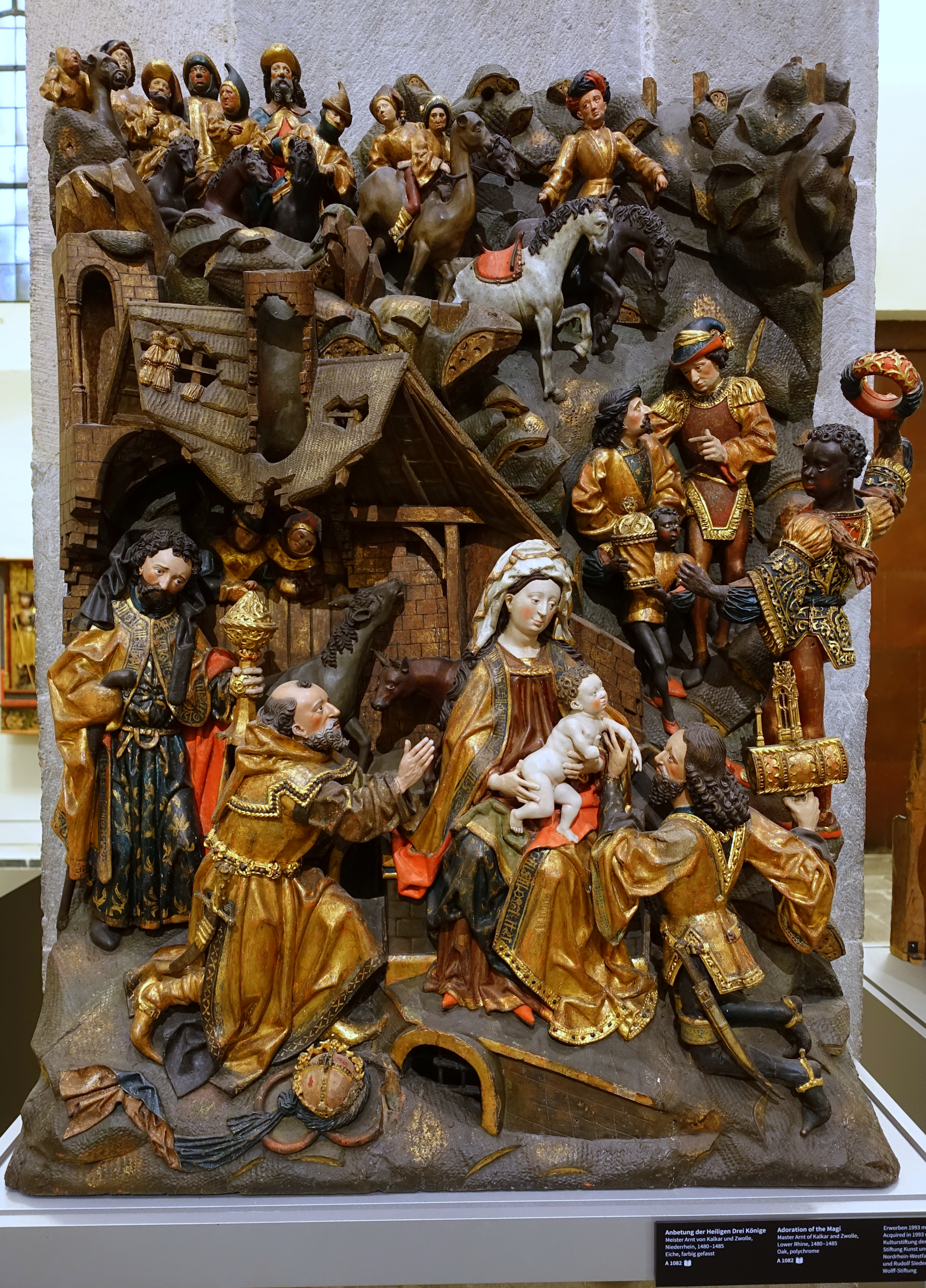
Pokłon Trzech Króli, Mistrz Arnt ze Zwolle, ok. 1480-1485 r.
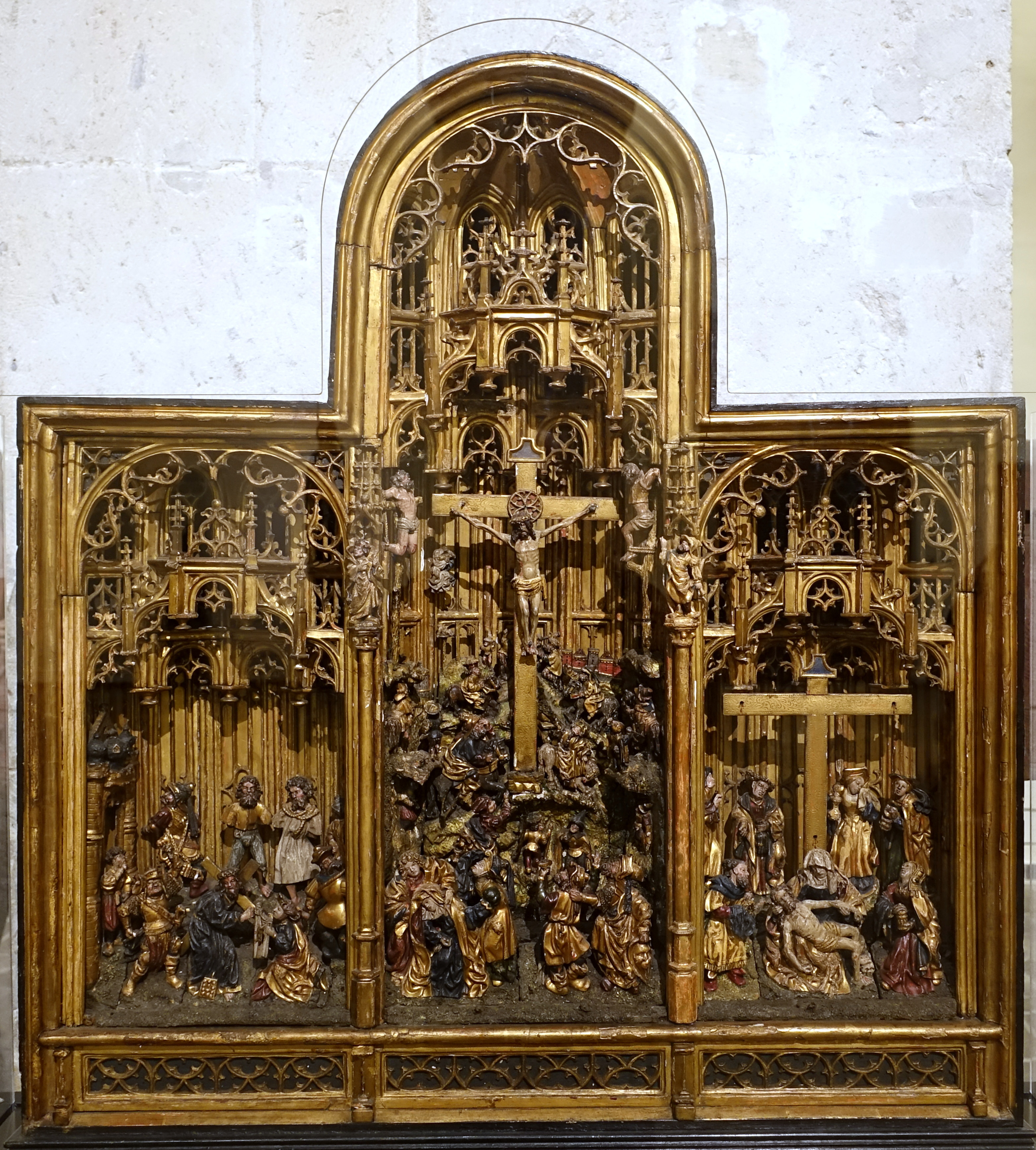
Ołtarz ze scenami pasyjnymi, Jan Borman Młodszy z Brukseli, ok. 1520 r.
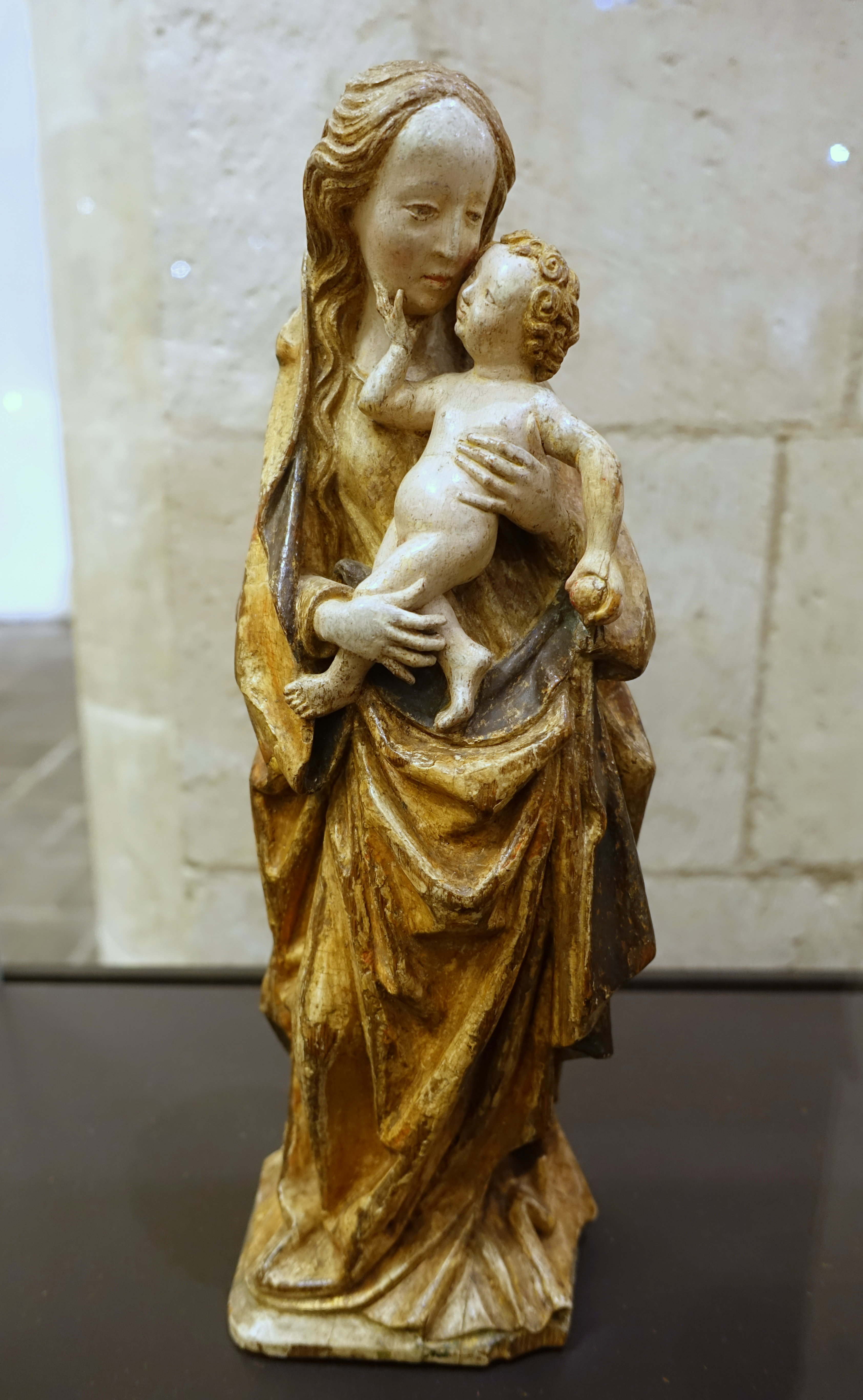
Madonna z Dzieciątkiem, warsztat utrechcki, ok. 1470-1480

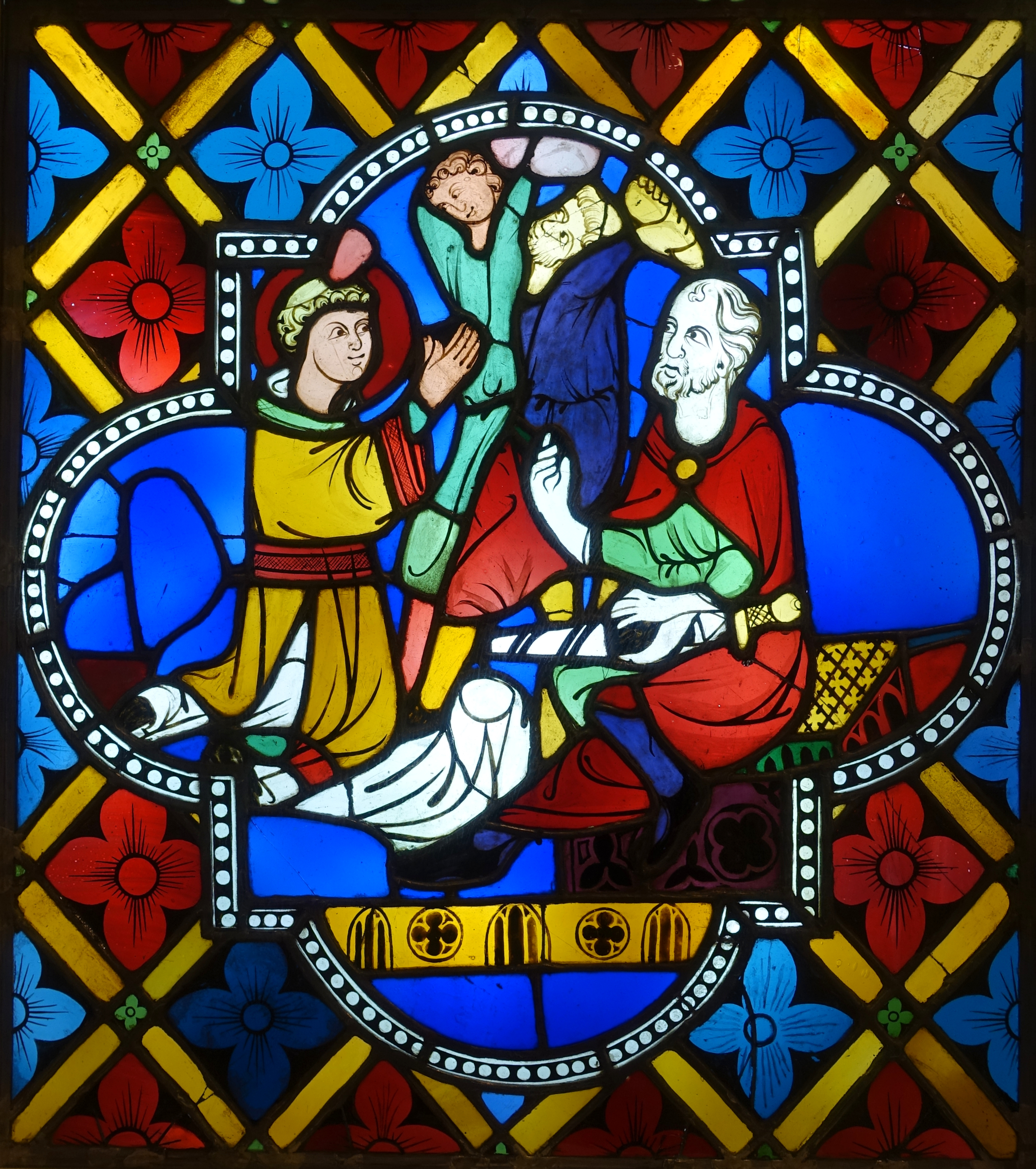
Ukamienowanie św. Szczepana, ok. 1280 r.
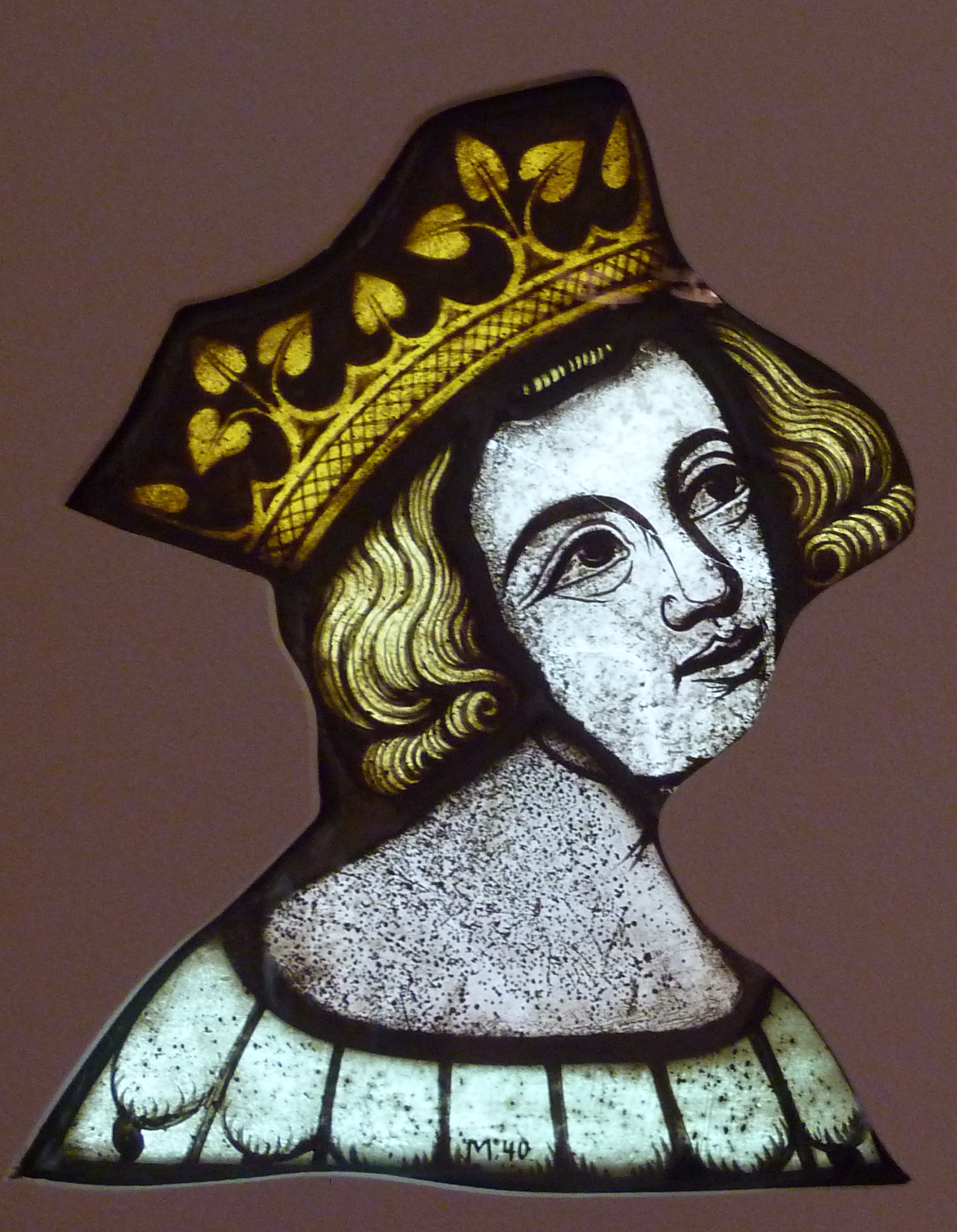
XIV-wieczny witraż z wizerunkiem króla
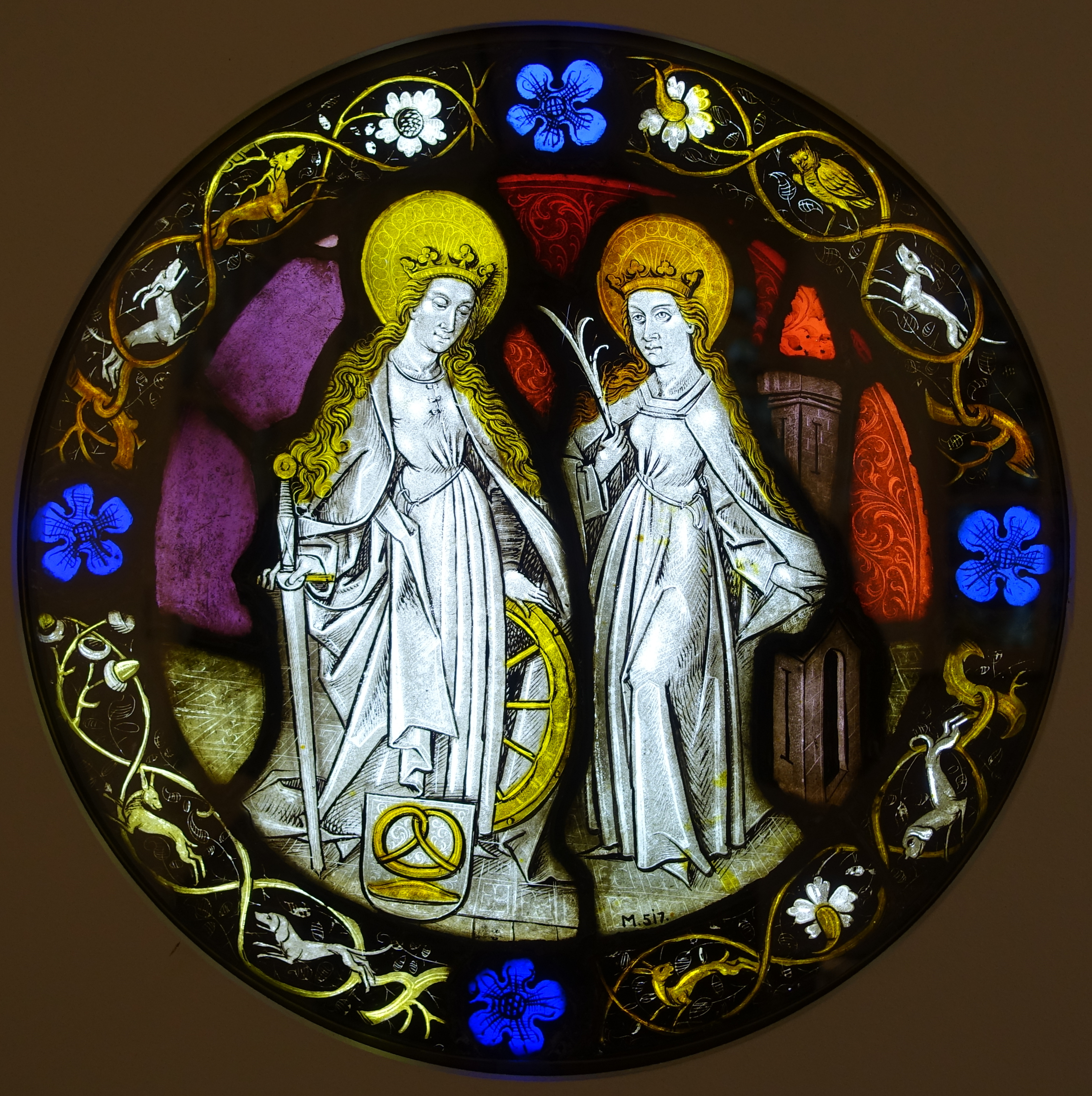
Święte Katarzyna i Barbara, ok. 1400
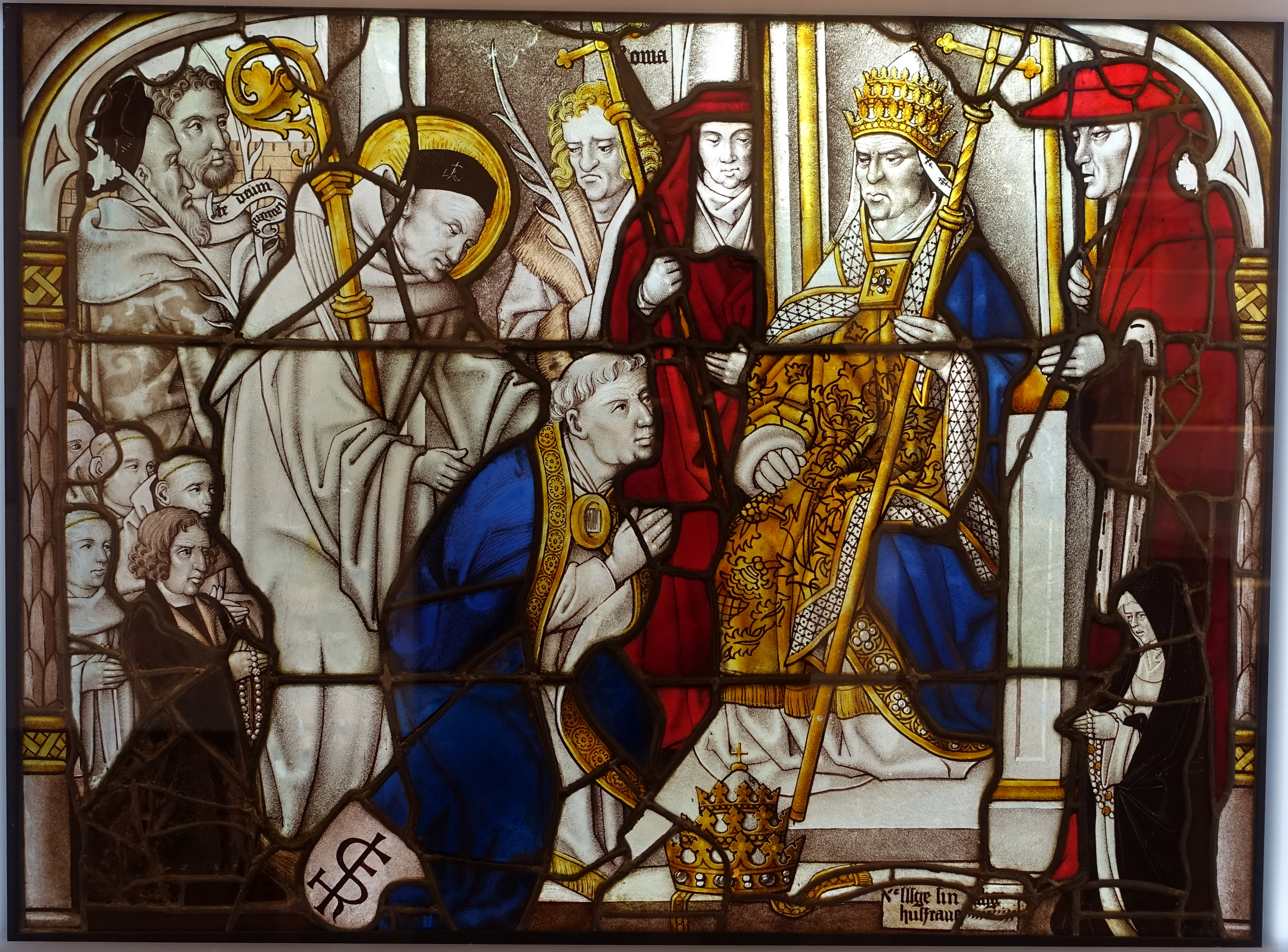
Święty Bernard na Soborze Laterańskim, witraż z krużganków klasztoru Cystersów w Altenbergu, ok. 1520